# Kroměříž
Kroměříž (v místním nářečí Kromjeřiž, Kromcl, německy Kremsier) je město ve Zlínském kraji. Leží na řece Moravě při jižním konci Hornomoravského úvalu a zároveň v jižním cípu úrodné Hané. Žije zde přibližně 28 tisíc obyvatel a je tak po Zlíně druhým největším městem kraje. Město je také nazýváno Hanácké Athény.
V roce 1997 byla Kroměříž vyhlášena nejkrásnějším historickým městem České republiky a o rok později byl zdejší Arcibiskupský zámek spolu s Květnou a Podzámeckou zahradou zapsán na listinu světového kulturního dědictví UNESCO.
Ve městě se tradičně pořádá mezinárodní festival vojenských dechových hudeb a mezinárodní festival duchovní hudby FORFEST. Kroměříž je také známá vinařskou tradicí a sídlí zde prestižní Arcibiskupské vinné sklepy. Na kraji města se nachází Zemědělský výzkumný ústav Kroměříž (dříve Výzkumný ústav obilnářský aj., založen 1951), který se zabývá výzkumem a šlechtěním obilnin.

## Nářečí
Poloze města odpovídá i místní nářečí, které je hanácké, přesněji východohanácké, tzn. bez protetického v- (on, okno, ne von, vokno), bez náslovného (hiátového) j- (Iřik, ido/idu místo Jiřík, jdu) a se zachovanou jotovanou výslovností skupiny mě (mjesto, v zimje místo mňesto, v zimňe). Jen několik kilometrů jižně od Kroměříže (od obce Trávník) začíná oblast nářečí východomoravských.

## Název
Původní podoba jména osady byla Kroměžir (v mužském rodě) a byla odvozena od osobního jména Kroměžir. Význam místního jména tedy byl „Kroměžirův majetek“. Od 14. století je doložen přesmyk koncových hlásek do dnešní podoby. Ve starším jazyce byl název města v mužském rodě (ten Kroměříž), což přetrvává v místním nářečí. Do němčiny bylo jméno přejato ještě před provedením hláskového přesmyku a zůstalo tak až do 20. století.

## Historie

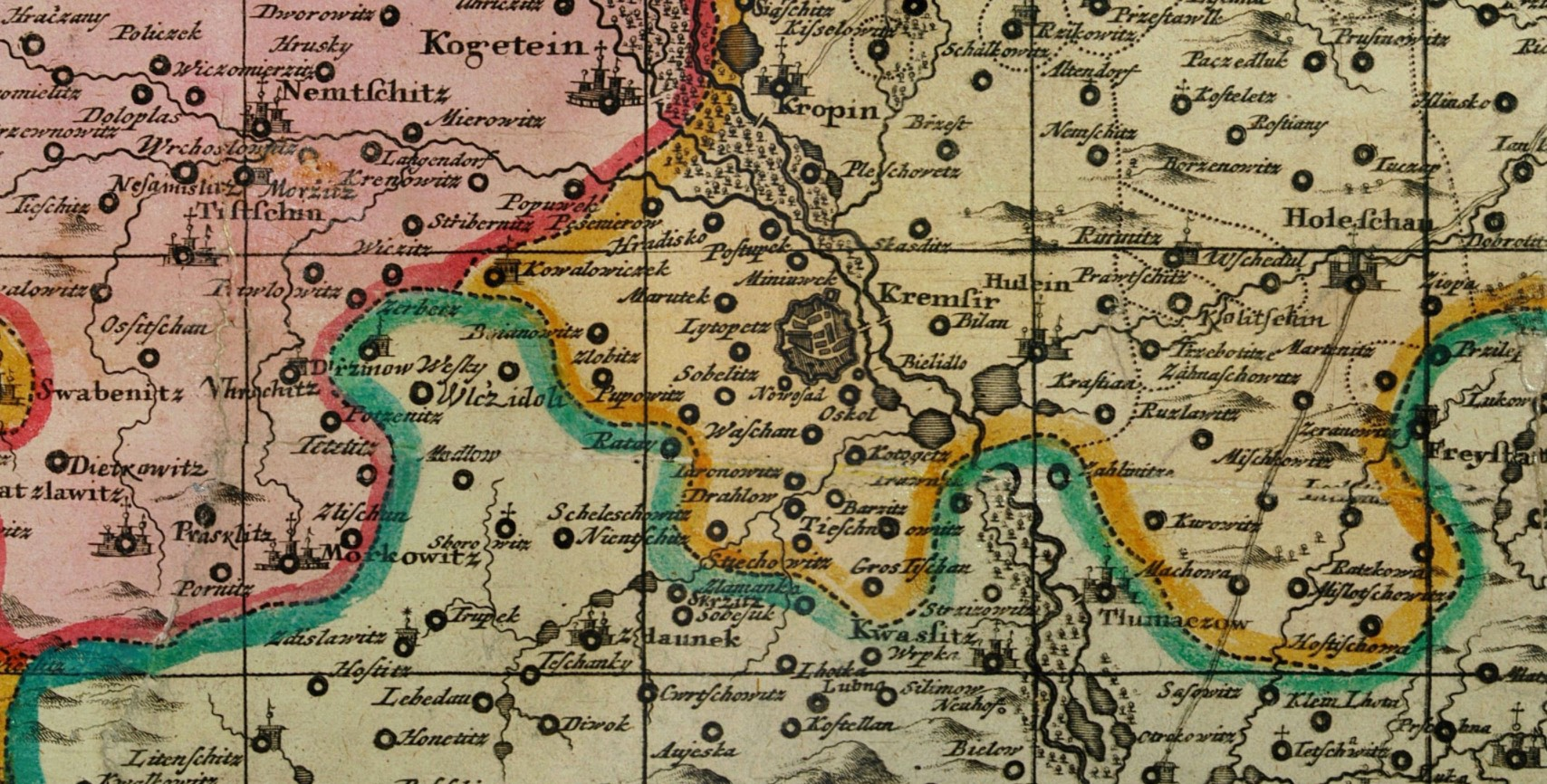
Město Kroměříž (Kremsir) dnes zahrnuje i někdejší osady Novosady (Nowosad), Oskol, Bělidla (Bielidlo), Kotojedy (Kotogetz), Trávník (Trawnik), Vážany (Waschan), Těšnovice (Tieschnowitz), Hradisko, Postoupky (Postupek), Miňůvky (Miniuwek), Bílany (Bilan), Drahlov (Drahlow) a Zlámanka (Zlamanka). (Müllerova mapa z r. 1790)

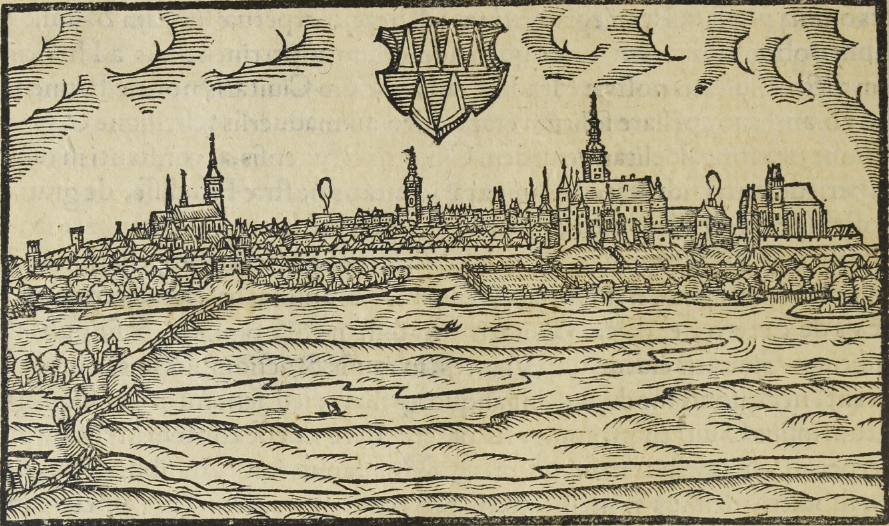
Kroměříž na vedutě Jana Willenberga z roku 1593

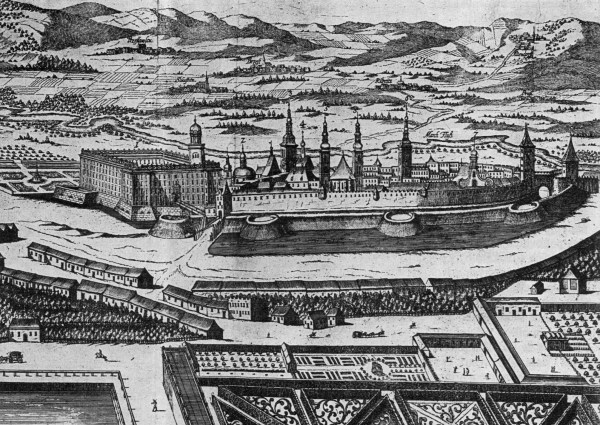
Biskupský zámek a město Kroměříž v 17. století

Ve středověku zde byl brod přes řeku Moravu a křižovatka Jantarové a Solné stezky (jež byla faktickým pokračováním slavné Hedvábné stezky).
První písemná zpráva o Kroměříži pochází z roku 1110. Na arabské mapě, známé jako Tabula Rogeriana, je město označováno jako Agra. Roku 1207 potvrdil Přemysl Otakar I. olomouckému biskupovi Robertovi držbu vsi Kroměříže, kterou koupil jeho předchůdce biskup Jan II. od knížete Oty Černého za 300 hřiven.
Město bylo založeno olomouckým biskupem Brunem ze Schauenburku kolem roku 1263. Olomoučtí biskupové v Kroměříži vybudovali reprezentativní letní sídlo, a přemístili sem část správy diecéze. V době moravských markraběcích válek zde našel útočiště Jan IX. ze Středy. Za husitských válek, kdy byl biskupem Jan XII. Železný, bylo katolické vojsko pod jeho velením husity v červnu 1423 poraženo v bitvě u Kroměříže, po které město značně utrpělo. Biskup Stanislav I. Thurzo zahájil na přelomu 15. a 16. století přestavbu gotického hradu na zámek. Roku 1550 udělil biskup Jan Skála z Doubravky, který byl i významným historikem a spisovatelem, výsady kroměřížskému mlynářskému cechu. Biskup František z Ditrichštejna zahájil počátkem 17. století stavbu františkánského kláštera. Tento klášter byl opevněný (měl kolem sebe příkop a padací most); roku 1788 byl zrušen a následně sloužil jako octárna, od roku 2002 je zde hotel s restaurací Octárna. Za třicetileté války město hodně utrpělo dvakrát za sebou nájezdem švédských vojsk (1643 a 1645) a následně morem. Tragický osud kroměřížských Židů během třicetileté války je barvitě popsán v žalozpěvu Kroměřížská selicha, který se dochoval v rukopise z roku 1702. V 60. letech 17. století zahájil rozsáhlou obnovu města olomoucký biskup Karel II. z Lichtensteinu-Castelcorna. V letech 1806–1813, 1815–1821 a 1845–1847 sídlilo v Kroměříži velitelství 3. pěšího pluku. V roce 1848 zasedal v Kroměříži říšský sněm. Ve dnech 24.–26. srpna 1885 proběhlo ve městě setkání ruského cara Alexandra III. s rakouským císařem Františkem Josefem I., město se tak stalo středem pozornosti celé Evropy. Zajímavé je, že dodnes zůstává tajemstvím, o čem se tehdy v Kroměříži skutečně jednalo. Ve dnech 15. a 16. dubna 1905 přednášel v Kroměříži profesor Tomáš Garrigue Masaryk na téma problém malého národa. Dne 27. srpna 1929 navštívil Masaryk město oficiálně, jako prezident Republiky československé.
Pro svůj enormní kulturní význam (město bylo od 17. století kulturním centrem Hané a celé střední Moravy) a vysoké úrovni vzdělanosti (v městě je přítomno mnoho škol) získalo město přezdívku hanácké Athény. Město Kroměříž, druhé největší město Zlínského kraje podle počtu obyvatel a bývalé okresní město, je silným přirozeným regionálním centrem, ležícím na řece Moravě.

### 20. století

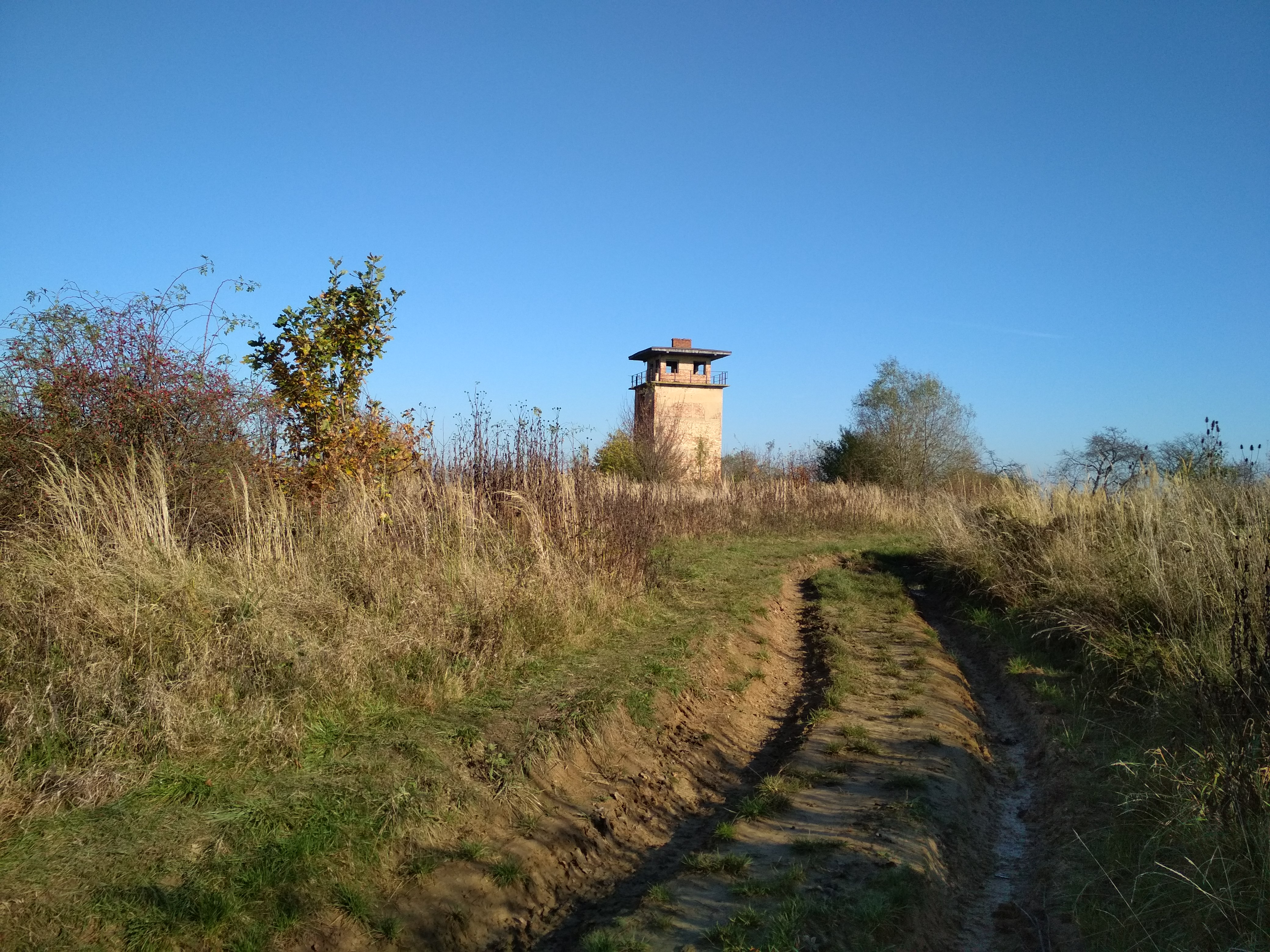
Strážní věž v bývalém vojenském prostoru Hvězda (2020)

Město bylo známo jako město vojáků (dvoje kasárna), studentů (množství škol středního vzdělávání) a důchodců.[zdroj⁠?!] Na místě Žižkových kasáren je dnes Hanácké náměstí, na místě Rybalkových kasáren Tesco. Vojáci z Rybalkových kasáren sloužili také v prostoru Hvězda u Velkých Těšan.
Ve dnech 4. až 6. května 1945 osvobozovaly Kroměříž jednotky 1. rumunské armády.

## Městská samospráva
Městskou samosprávu představuje zastupitelstvo s 27 členy.
Po komunálních volbách roku 2014 byl 6. listopadu zvolen starostou města ředitel Základní školy Slovan Jaroslav Němec z hnutí ANO. Radu města tvořila koalice ANO, KDU-ČSL, ČSSD a Zdravé Kroměřížsko. Městská rada měla 9 členů.
Po komunálních volbách roku 2018 byl 1. listopadu znovu zvolen starostou města Jaroslav Němec (Nezávislí). Do zastupitelstva se dostali i kandidáti KDU-ČSL, ZVUK 12 a nezávislých (11,72 procenta a tři mandáty), ODS (8,95 procenta a tři mandáty), České pirátské strany (7,48 procenta a dva zastupitelé), ČSSD (6,12 procenta a dva zastupitelé) a KSČM (6,10 procenta a dva zastupitelé).
Po komunálních volbách roku 2022 byl 20. října starostou zvolen Tomáš Opatrný z hnutí ANO a většinová koalice se 17 mandáty byla složena z KDU-ČSL, ČSSD, ODS, Zdravé Kroměřížsko a OK Občané Kroměříže, v opozici zůstali Nezávislí předchozího starosty společně s Piráty, SPD a PRO 2022.

## Obyvatelstvo

### Struktura
Vývoj počtu obyvatel za celou obec i za jeho jednotlivé části uvádí tabulka níže, ve které se zobrazuje i příslušnost jednotlivých částí k obci či následné odtržení. Obyvatelstvo se stále mění a navyšuje. U počtu domů je v roce 1961 za Kroměříž uváděn celkový počet včetně Vážan a Kotojed.
| Sčítání lidu   | Sčítání lidu | 1869 | 1880  | 1890  | 1900  | 1910  | 1921  | 1930  | 1950  | 1961  | 1970  | 1980  | 1991  | 2001  | 2011  |
| -------------- | ------------ | ---- | ----- | ----- | ----- | ----- | ----- | ----- | ----- | ----- | ----- | ----- | ----- | ----- | ----- |
| Počet obyvatel | Celkem       | 9918 | 11816 | 12480 | 13935 | 16528 | 17175 | 18546 | 19644 | 20560 | 22062 | 25887 | 28967 | 29225 | 29154 |
|                | Kroměříž     | 9918 | 11816 | 12480 | 13935 | 16528 | 17175 | 18546 | 19644 | 19727 | 21322 | 24485 | 25542 | 25826 | 25472 |
|                | Vážany       | -    | -     | -     | -     | -     | -     | -     | -     | 468   | 540   | 1014  | 967   | 1128  | 1177  |
|                | Kotojedy     | -    | -     | -     | -     | -     | -     | -     | -     | 365   | 200   | 122   | 104   | 126   | 212   |
|                | Bílany       | -    | -     | -     | -     | -     | -     | -     | -     | -     | -     | 266   | 284   | 292   | 306   |
|                | Drahlov      | -    | -     | -     | -     | -     | -     | -     | -     | -     | -     | -     | 95    | 127   | 139   |
|                | Hradisko     | -    | -     | -     | -     | -     | -     | -     | -     | -     | -     | -     | 179   | 221   | 223   |
|                | Postoupky    | -    | -     | -     | -     | -     | -     | -     | -     | -     | -     | -     | 553   | 558   | 573   |
|                | Těšnovice    | -    | -     | -     | -     | -     | -     | -     | -     | -     | -     | -     | 375   | 412   | 401   |
|                | Trávník      | -    | -     | -     | -     | -     | -     | -     | -     | -     | -     | -     | 371   | 392   | 492   |
|                | Zlámanka     | -    | -     | -     | -     | -     | -     | -     | -     | -     | -     | -     | 166   | 143   | 159   |
|                | Šelešovice   | -    | -     | -     | -     | -     | -     | -     | -     | -     | -     | -     | 331   | -     | -     |
| Počet domů     | Celkem       | 766  | 893   | 1019  | 1123  | 1304  | 1399  | 1769  | 2372  | 2630  | 2910  | 3391  | 4528  | 4639  | 5078  |
|                | Kroměříž     | 766  | 893   | 1019  | 1123  | 1304  | 1399  | 1769  | 2372  | 2630  | 2724  | 3032  | 3353  | 3532  | 3812  |
|                | Vážany       | -    | -     | -     | -     | -     | -     | -     | -     |       | 125   | 241   | 253   | 289   | 326   |
|                | Kotojedy     | -    | -     | -     | -     | -     | -     | -     | -     |       | 61    | 40    | 44    | 52    | 79    |
|                | Bílany       | -    | -     | -     | -     | -     | -     | -     | -     | -     | -     | 78    | 104   | 93    | 107   |
|                | Drahlov      | -    | -     | -     | -     | -     | -     | -     | -     | -     | -     | -     | 48    | 48    | 53    |
|                | Hradisko     | -    | -     | -     | -     | -     | -     | -     | -     | -     | -     | -     | 84    | 83    | 89    |
|                | Postoupky    | -    | -     | -     | -     | -     | -     | -     | -     | -     | -     | -     | 194   | 202   | 219   |
|                | Těšnovice    | -    | -     | -     | -     | -     | -     | -     | -     | -     | -     | -     | 137   | 137   | 147   |
|                | Trávník      | -    | -     | -     | -     | -     | -     | -     | -     | -     | -     | -     | 121   | 131   | 177   |
|                | Zlámanka     | -    | -     | -     | -     | -     | -     | -     | -     | -     | -     | -     | 73    | 72    | 69    |
|                | Šelešovice   | -    | -     | -     | -     | -     | -     | -     | -     | -     | -     | -     | 114   | -     | -     |

Věková struktura obyvatel obce Kroměříž roku 2011
Rodinný stav obyvatel obce Kroměříž roku 2011
Vzdělání obyvatel obce Kroměříž roku 2011

## Pamětihodnosti

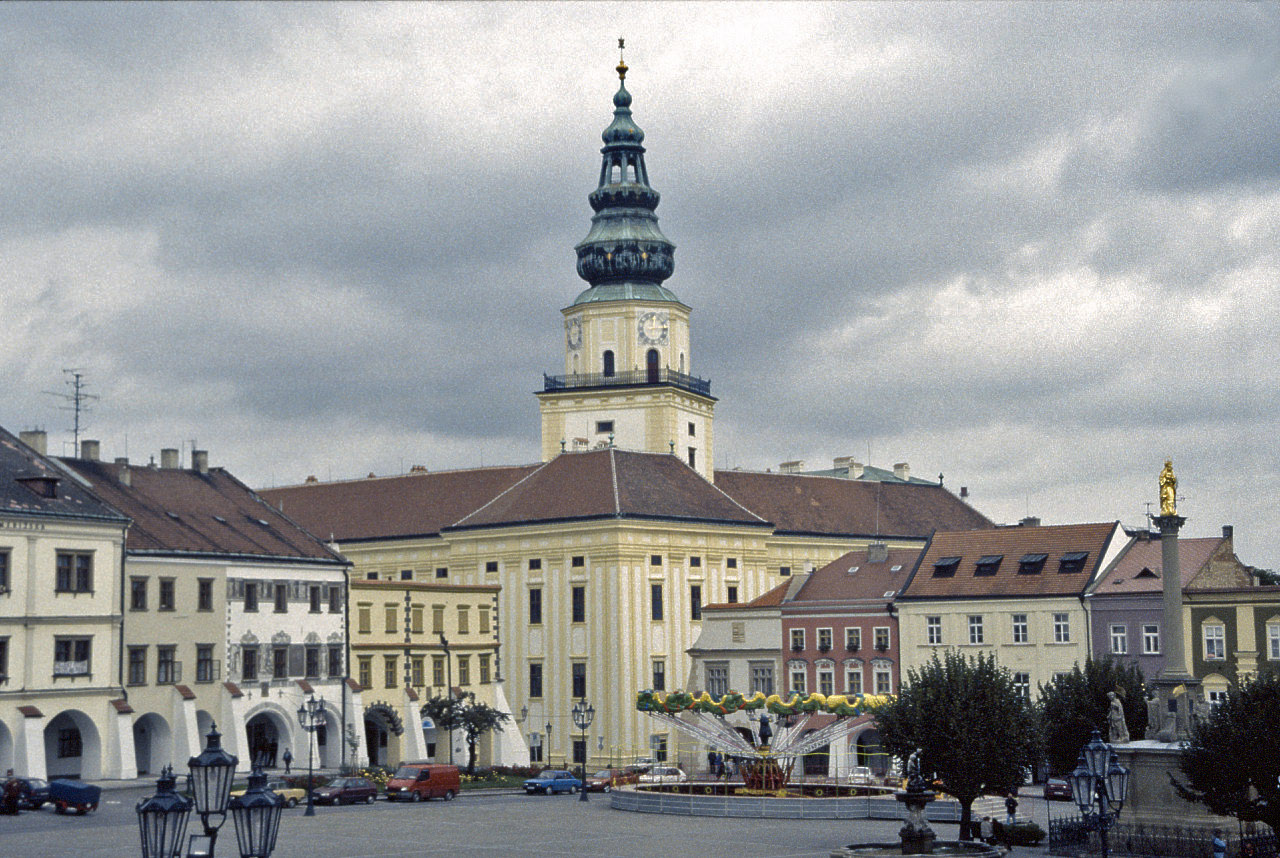
Pohled na Arcibiskupský zámek

- Arcibiskupský zámek v historickém centru, se zahradami Květnou a Podzámeckou a s Arcibiskupskými vinnými sklepy; od roku 1998 zapsány v seznamu Světového kulturního dědictví UNESCO
- Kroměřížská arcibiskupská zámecká knihovna, v níž je uložen Kroměřížský sakramentář (Sacramentarium Cremsiriense), jedna z nejstarších liturgických knih v českých zemích.

Kostely
- kostel sv. Mořice s farním úřadem
- kostel sv. Jana Křtitele, Proboštství
- kostel Nanebevzetí Panny Marie
- pravoslavný chrám sv. Cyrila a Metoděje
- kostel sv. Cyrila a Metoděje v areálu Psychiatrické nemocnice

Kaple
- kaple sv. Kříže v Octárně
- kaple Povýšení sv. Kříže kláštera Kongregace Milosrdných sester svatého Kříže

### Historické budovy
- Radnice

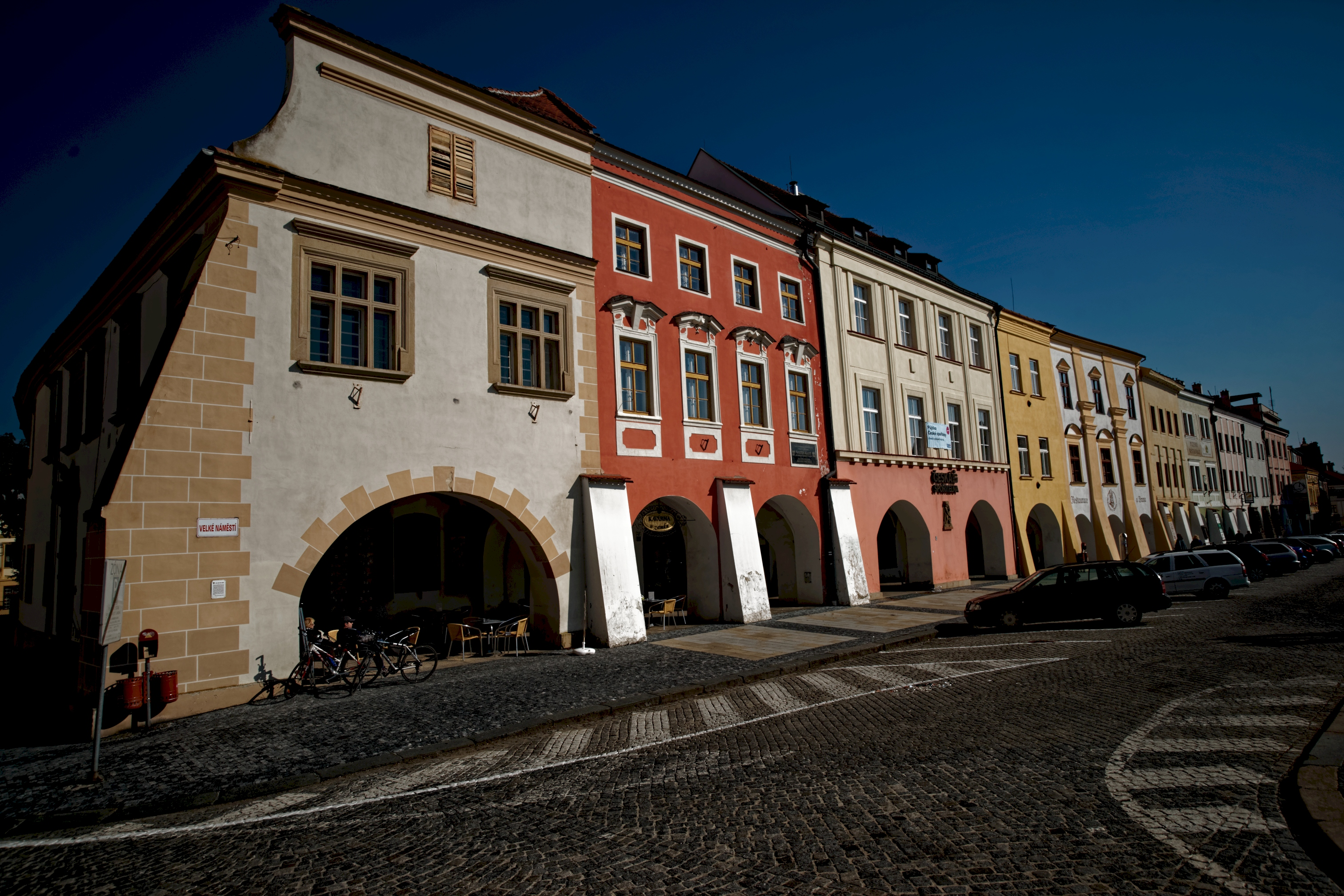
Domy s podloubím na Velkém náměstí

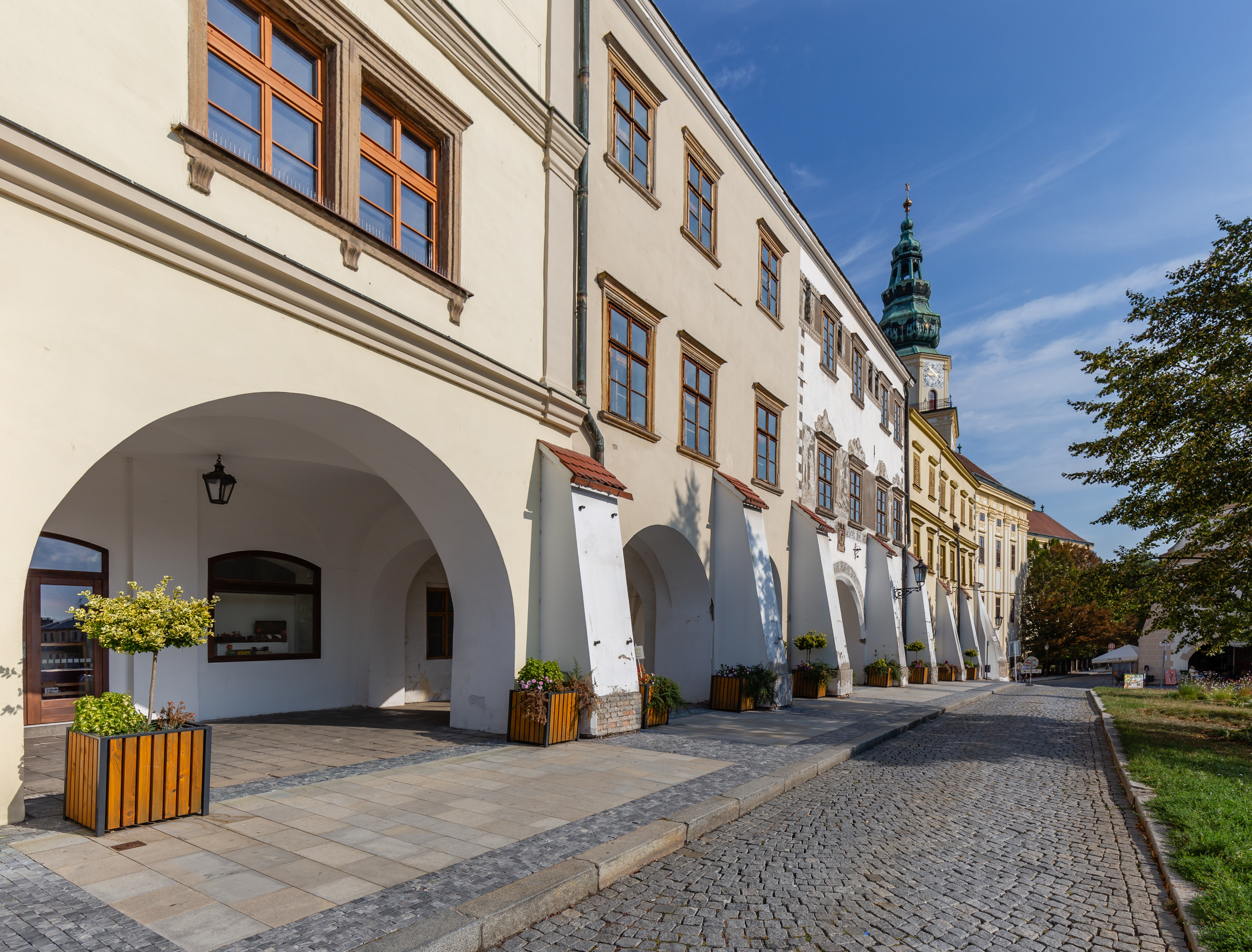
Pohled na podloubí Regentského domu a Muzea Kroměřížska

- Biskupská mincovna s údajně největší sbírkou mincí ve střední Evropě
- Mlýnská brána
- Dům Hejtmanský (někdy zvaný Syrakovský)
- Heppnarův hostinec
- Knížecí dům
- Lichtenštejnský seminář
- Maxmiliánův vodovod
- Měšťanský dům u radnice (někdy označovaný jako Starý šenkovní)
- Měšťanský pivovar (někdy označovaný jako Starý pivovar)
- Mühlmannův dům
- Nadsklepí
- Regentský dům
- Rodný dům Maxe Švabinského
- Nárožní dům proti radnici
- Nárožní dům proti zámku
- Židovská radnice

Sochařské památky
- Mariánský sloup na Velkém náměstíMariánský sloup v Kroměříži (detail) byl postaven po morové epidemii v roce 1680
- Kašna na Velkém náměstí
- Sloup Nejsvětější Trojice

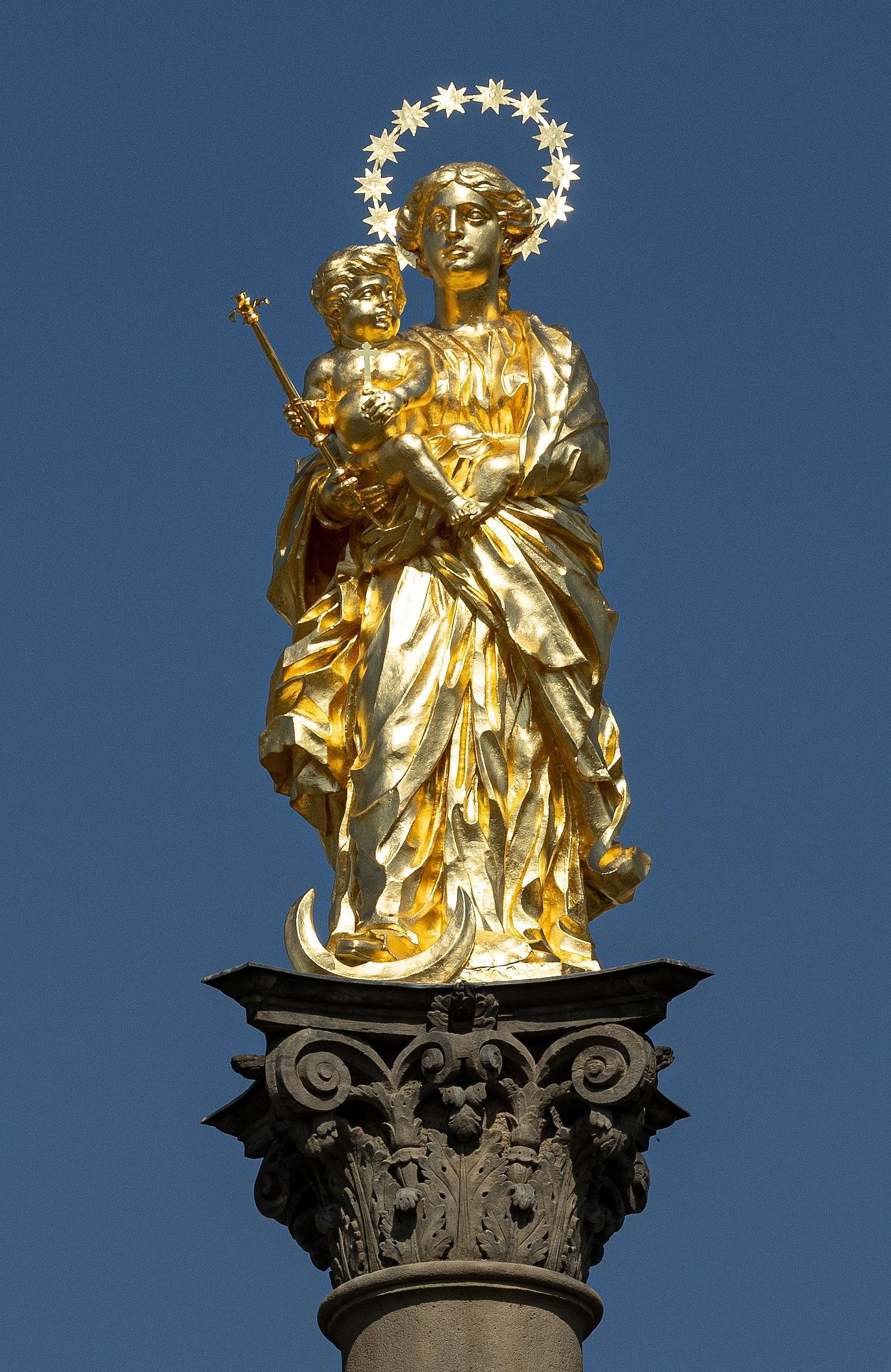
Mariánský sloup v Kroměříži (detail) byl postaven po morové epidemii v roce 1680

- Sloup se sochou svatého Jana Nepomuckého

### Přírodní památky
- Přírodní park Záhlinické rybníky s kormorány a bobry.
- Vodní elektrárna Strž z roku 1923, v níž byly možná poprvé v ČR použity Kaplanovy turbíny

## Muzea a galerie
- Muzeum Kroměřížska
- Galerie Artuš
- Galerie Pekelné sáně
- Galerie Orlovka

## Doprava

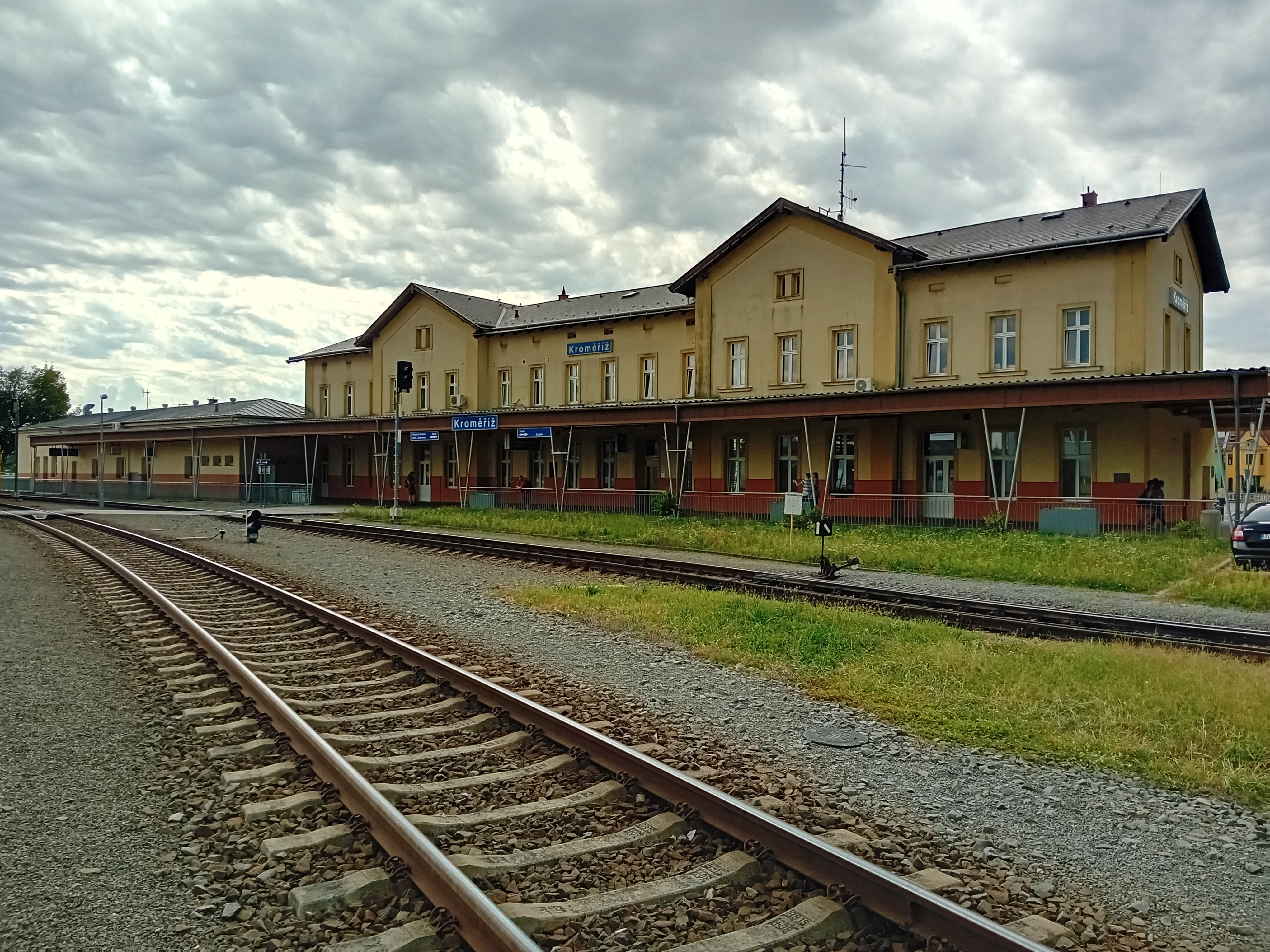
Nádraží

Územím města prochází dálnice D1 s exity 258-Kroměříž-západ a 260-Kroměříž-východ. Dále jím vedou dva úseky silnice I/47 z Vyškova a dále na Hulín. Od exitu 258-Kroměříž-západ směrem na jihovýchod přes Kotojedy a Trávník vede na Tlumačov silnice II/367. Na jih, na Zdounky, vede přes Vážany silnice II/432. Od západu, od Morkovic–Slížan, přichází do města silnice II/428. Ze severu od Chropyně silnice II/435. Silnice III. třídy jsou:
- III/36726 Hradisko–Měrůtky
- III/36733 spojka mezi II/367 a I/47 (ulice Tovačovského a Hulínská)
- III/36734 Kotojedy–Vážany
- III/36735 Kotojedy–Těšnovice–Velké Těšany
- III/36736 Těšnovice–Bařice
- III/36738 Lubná–Zlámanka
- III/4326 odbočka z I/47 na Bílany
- III/43215 Kroměříž–Rataje
- III/43220 Jarohněvice–Drahlov–Zlámanka–Lhotka

Městskou hromadnou dopravu provozují v Kroměříži na 8 autobusových linkách Kroměřížské technické služby, s. r. o. V katastru města se v lokalitě Hrubý rybník (Bagrák) nachází sportovní letiště. Nedaleko letiště ústí do řeky Moravy říčka Kotojedka.
Pravidelnou osobní železniční dopravu v Kroměříži zajišťují České dráhy na trati Kojetín–Kroměříž–Hulín–Valašské Meziříčí a na trati Kroměříž–Zdounky–Zborovice. V železniční stanici je zajištěno odbavení cestujících v mezinárodní a vnitrostátní přepravě včetně rezervačních dokladů (místenky, lůžka a lehátka). Je umožněna platba platební kartou i platba v eurech. Ve stanici je bezbariérové WC, které je osazeno eurozámkem.
V železniční stanici Kroměříž je zřízena půjčovna kol a tratě Kojetín–Valašské Meziříčí a Kroměříž–Zborovice jsou tratě s bezplatnou přepravou vypůjčených kol. Kroměříž je stanicí, kde je možné vypůjčené kolo zdarma uschovat. Další železniční zastávkou ve městě je na trati číslo 305 zastávka Kroměříž-Oskol a zastávka v místní části Kotojedy. Na trati číslo 303 zastávka v místní části Postoupky.

## Ve filmu
V Kroměříži se (alespoň zčásti) natáčelo přes 30 filmů nebo seriálů, mezi nimi je například hudební film Třicet panen a Pythagoras (kde je k vidění například Justiční akademie nebo Květná zahrada, 1973) s Jiřím Menzlem v hlavní roli, slovenský seriál pro děti Jedno malé sídlisko (kde je k vidění sídliště Oskol, škola Slovan aj., 1978), v kroměřížském zámku se natáčelo i několik epizod osmidílného televizního historického jugoslávsko-francouzského filmu Seobe, 1988 (ve filmové distribuci i jako dvoudílný film), Trenck – Zwei Herzen gegen die Krone (Ve jménu lásky a povinnosti) – zámek a jeho okolí, 2003, některé scény filmů Requiem pro panenku (1991), Královská aféra (2012) nebo Dědictví aneb Kurvaseneříká (2013), scény z výpravného seriálu Já, Mattoni.
Miloš Forman na zdejším zámku točil oscarový film Amadeus (1984), Miloslav Šmídmajer pohádku Peklo s princeznou. Ve městě a Podzámecké zahradě byly také točeny scény Četnických humoresek. Město je zachyceno i v seriálu o architektuře ČR Šumná města. V roce 2017 se na Kroměřížském zámku natáčel film Marie Terezie. V roce 2021 zde probíhalo pokračováni minisérie Marie Terezie.

## Školství

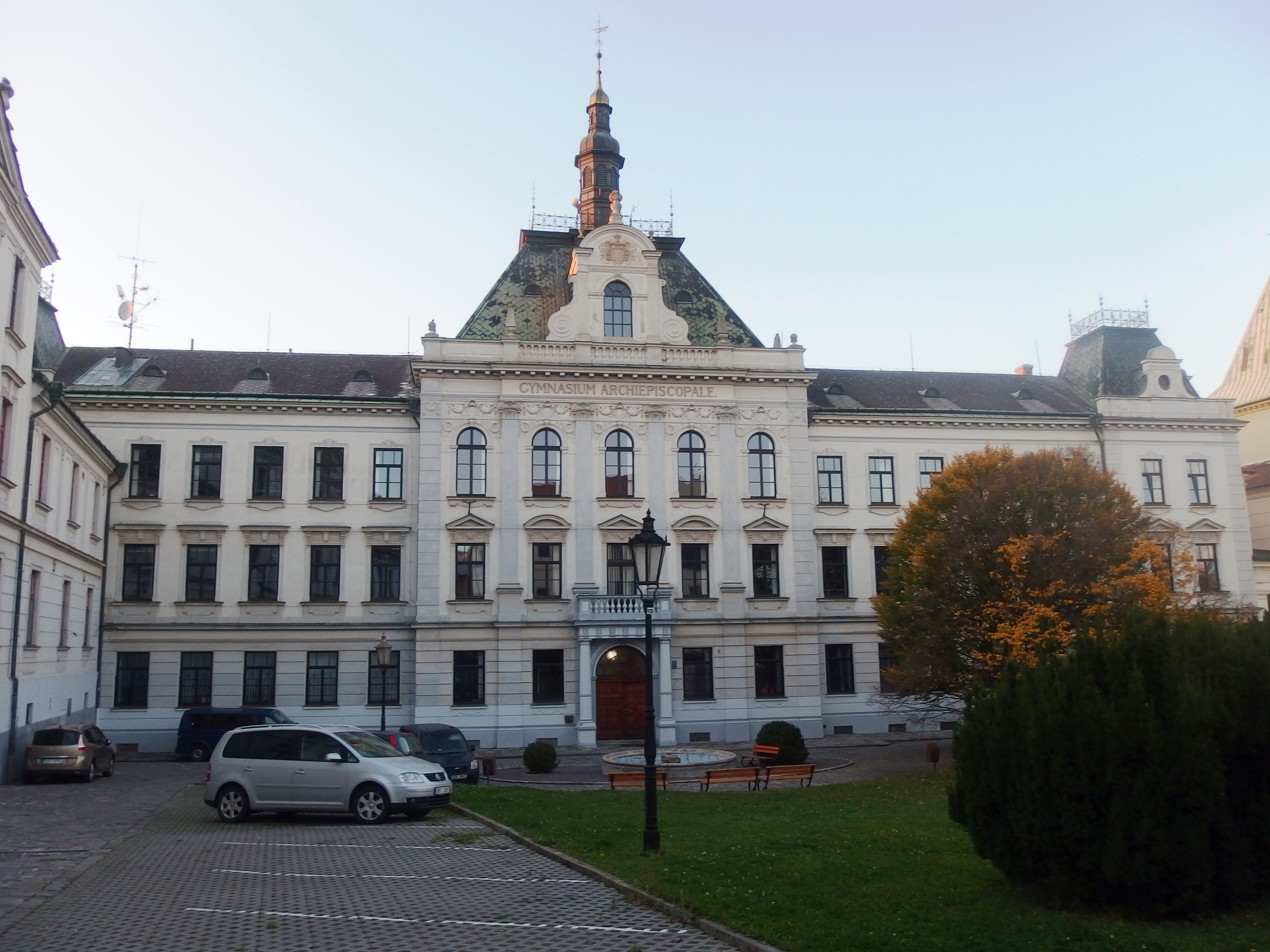
Arcibiskupské gymnázium v Kroměříži

Kroměříž je sídlem řady škol a tvoří důležité centrum vzdělání v regionu. Mimo jiné se v nich nachází 9 středních škol (z nich tři jsou zároveň i vyšší odborné) a dvě gymnázia. Od roku 2005 zde sídlí celostátní vzdělávací instituce justice – Justiční akademie, která navázala na tradici Justiční školy vzniklé v Kroměříži v roce 1995. Přítomnost mnoha škol a vysoká úroveň vzdělanosti přinesla městu přezdívku Hanácké Atény.

### Základní školy
- ZŠ S-Mysl (Zachar)
- ZŠ Sýpky
- ZŠ Slovan
- ZŠ Oskol
- ZŠ Komenského
- ZŠ Zámoraví

### Střední a vyšší odborné školství

#### Gymnázia
- Arcibiskupské gymnázium v Kroměříži – církevní gymnázium (zřizovatelem je Arcibiskupství olomoucké), škola má vlastní internát přímo v budově
- Gymnázium Kroměříž
- Piaristické gymnázium v Kroměříži (zaniklé)

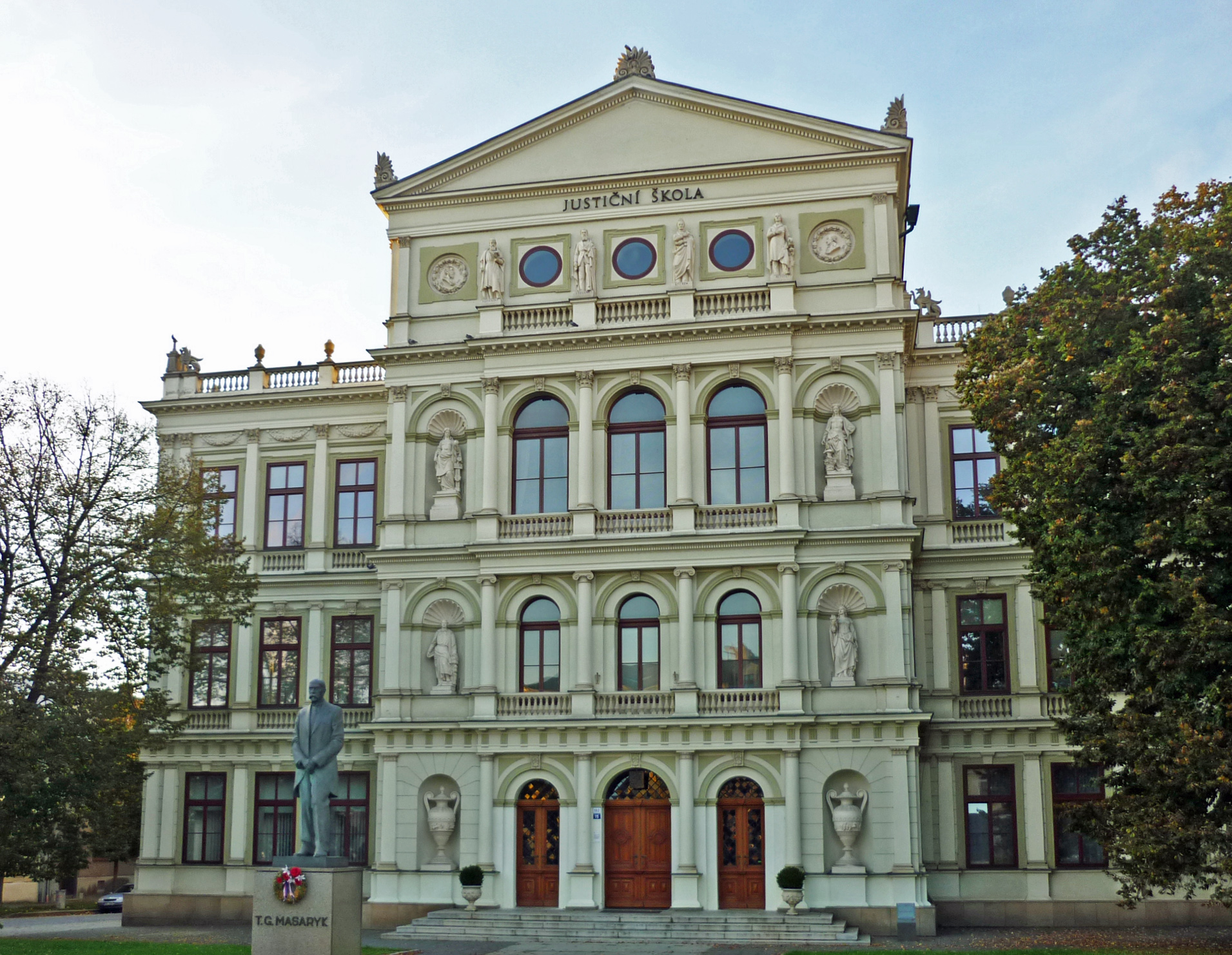
Justiční akademie

#### Konzervatoře
- Konzervatoř P. J. Vejvanovského Kroměříž
- Konzervatoř evangelické akademie, přemístěna do Olomouce

#### Střední školy a Vyšší odborné školy
- Střední podnikatelská škola a Vyšší podnikatelská škola, s. r. o.
- Vyšší odborná škola pedagogická a sociální a Střední pedagogická škola, Kroměříž
- Vyšší odborná škola potravinářská a Střední průmyslová škola mlékárenská Kroměříž
- Střední zdravotnická škola a Vyšší odborná škola zdravotnická, Kroměříž[34]Gymnázium Kroměříž

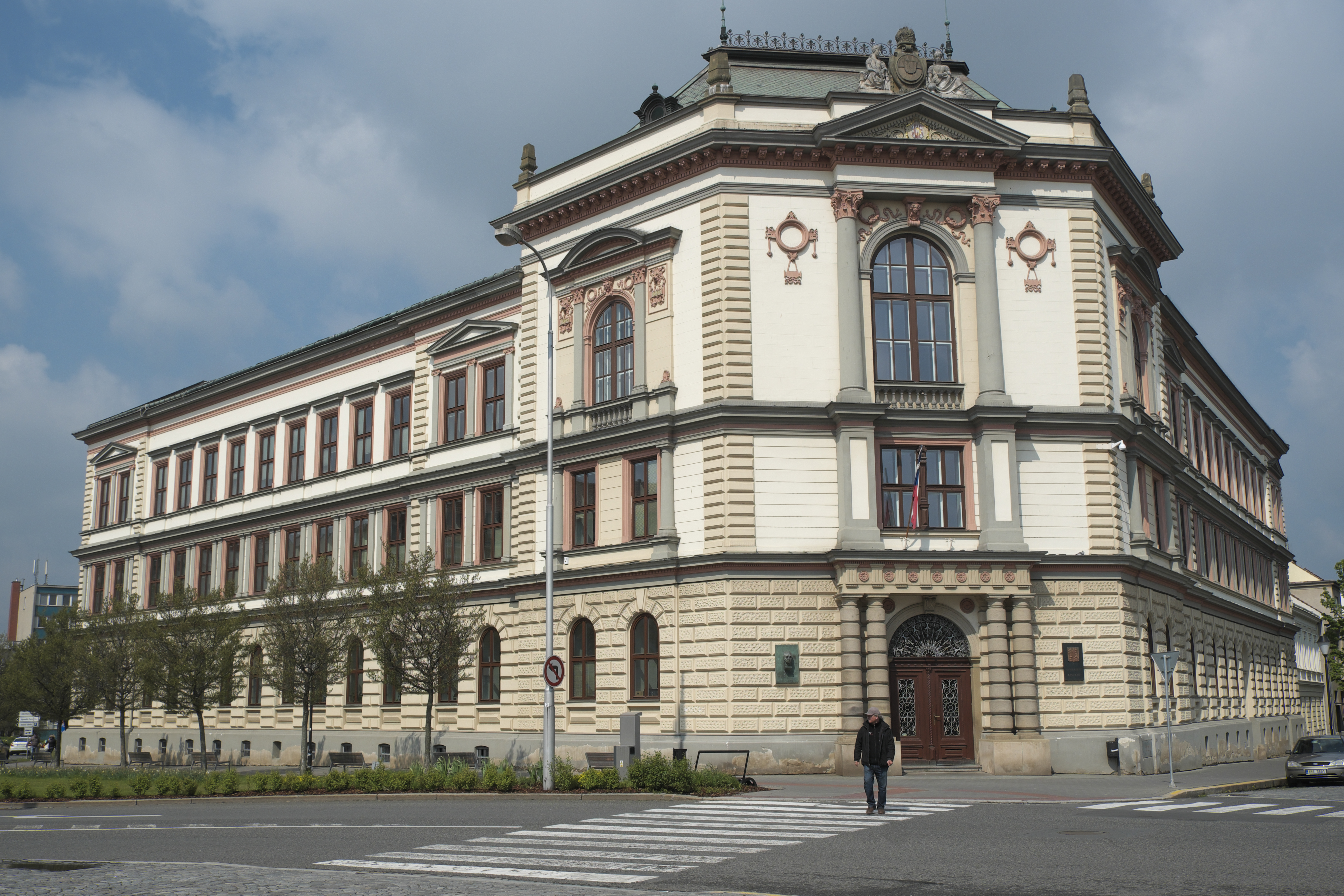
Gymnázium Kroměříž

#### Ostatní střední školy
- Střední škola – Centrum odborné přípravy technické, Kroměříž
- Obchodní akademie Kroměříž
- Odborné učiliště a Praktická škola, Kroměříž
- Střední škola hotelová a služeb, Kroměříž
- Tauferova střední odborná škola veterinární, Kroměříž

### Další
- Justiční akademie

## Sport

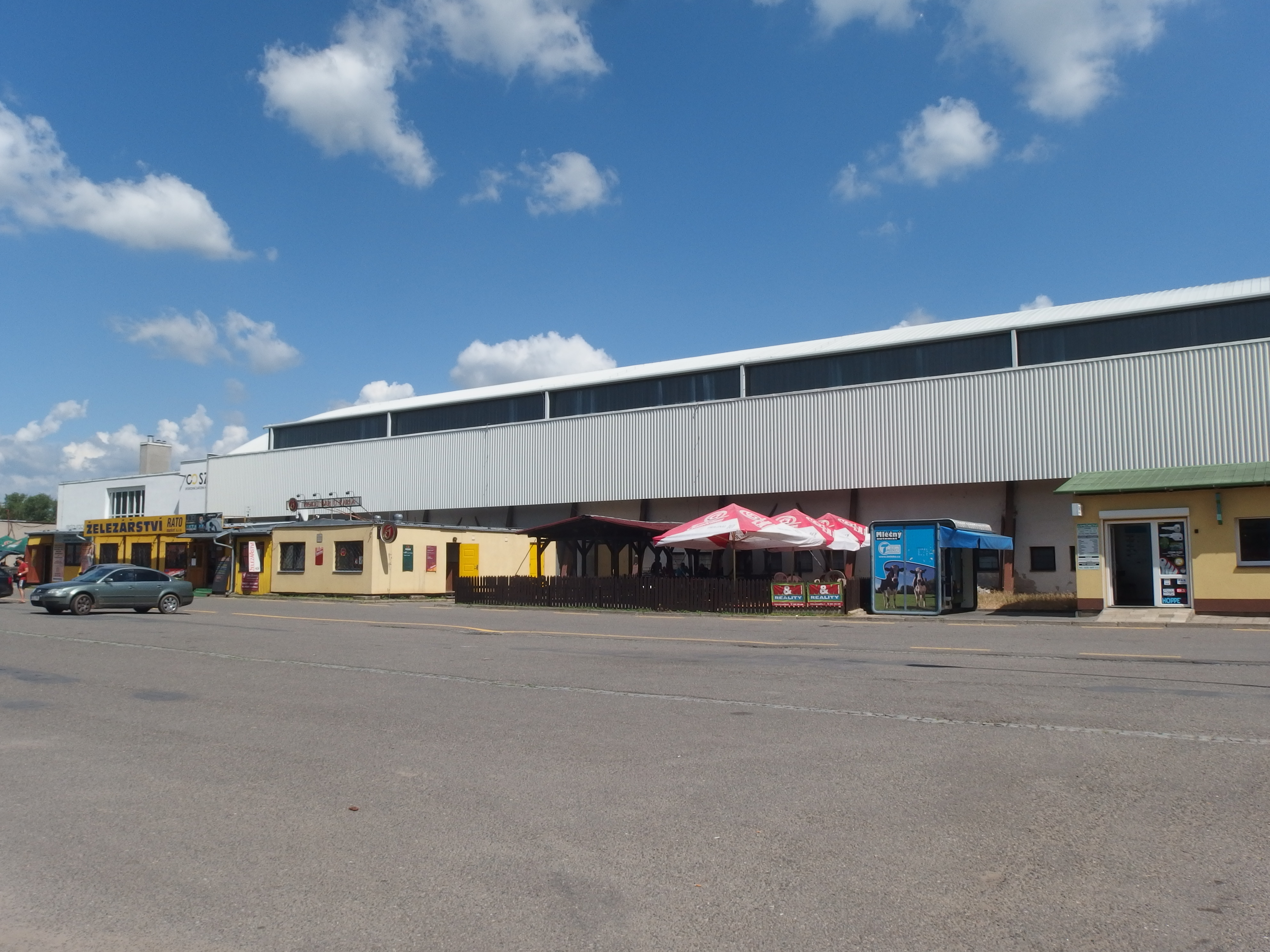
Zimní stadion (ulice Obvodová)

- Atletický klub Kroměříž – atletika[35]
- HK Kroměříž – hokejový klub
- SK Hanácká Slavia Kroměříž – fotbalový klub, působící na Stadionu Jožky Silného
- TJ SLAVIA Kroměříž – jednota sdružující 8 oddílů (basketbal, judo, karate, kuželky, moderní gymnastika rekreační sport, stolní tenis, šachy; šachový oddíl hraje od sezóny 2019/2020 Extraligu ČR)
  - TJ Slavia Kroměříž – basketbalový oddíl
- TJ Sokol Kroměříž[36] - nejslavnější je mužský volejbalový oddíl, který se za první republiky třikrát stal mistrem Československa (1929, 1932, 1936).
- Klub tanečního sportu KST Swing Kroměříž[37]

### Zaniklá sportoviště
- Velodrom – cyklistická dráha v místech zvaných na Rejdišti

### Zaniklé fotbalové kluby
- MSV Kremsier
- VTJ Kroměříž

## Části města a sídliště
Sídliště rodinných domů Barbořina (podle nedalekého zalesněného kopce, německy Barbaraberg – vrch sv. Barbory),
převážně panelová sídliště Slovan, Zachar a Oskol (těmto třem odpovídají i názvy tří základních škol), Horní Zahrady, Dolní Zahrady, Zámoraví.
Na základě prozatímního obecního řádu z roku 1849, který nařizoval, že všechny předměstské obce mají být sloučeny s městy v jedinou obec, došlo roku 1853 k připojení poddanských dědin Bělidla, Novosady, Štěchovice a výše zmiňovaná Oskol.
Židovské město bylo připojeno k městu již roku 1851. Bylo od města oddělené separační zdí a nacházelo se mezi dnešními ulicemi Tylova a Moravcova. V Moravcové ulici dosud stojí budova tzv. židovské radnice, která je jedinou významnou dochovanou památkou někdejšího židovského města. V roce 1858 byla zrušena katastrální území těchto sídel Bělidla, Novosady,
Oskol, Za Kovářskou branou, Sladovna, Štěchovice a Židovská obec.

## Členění města

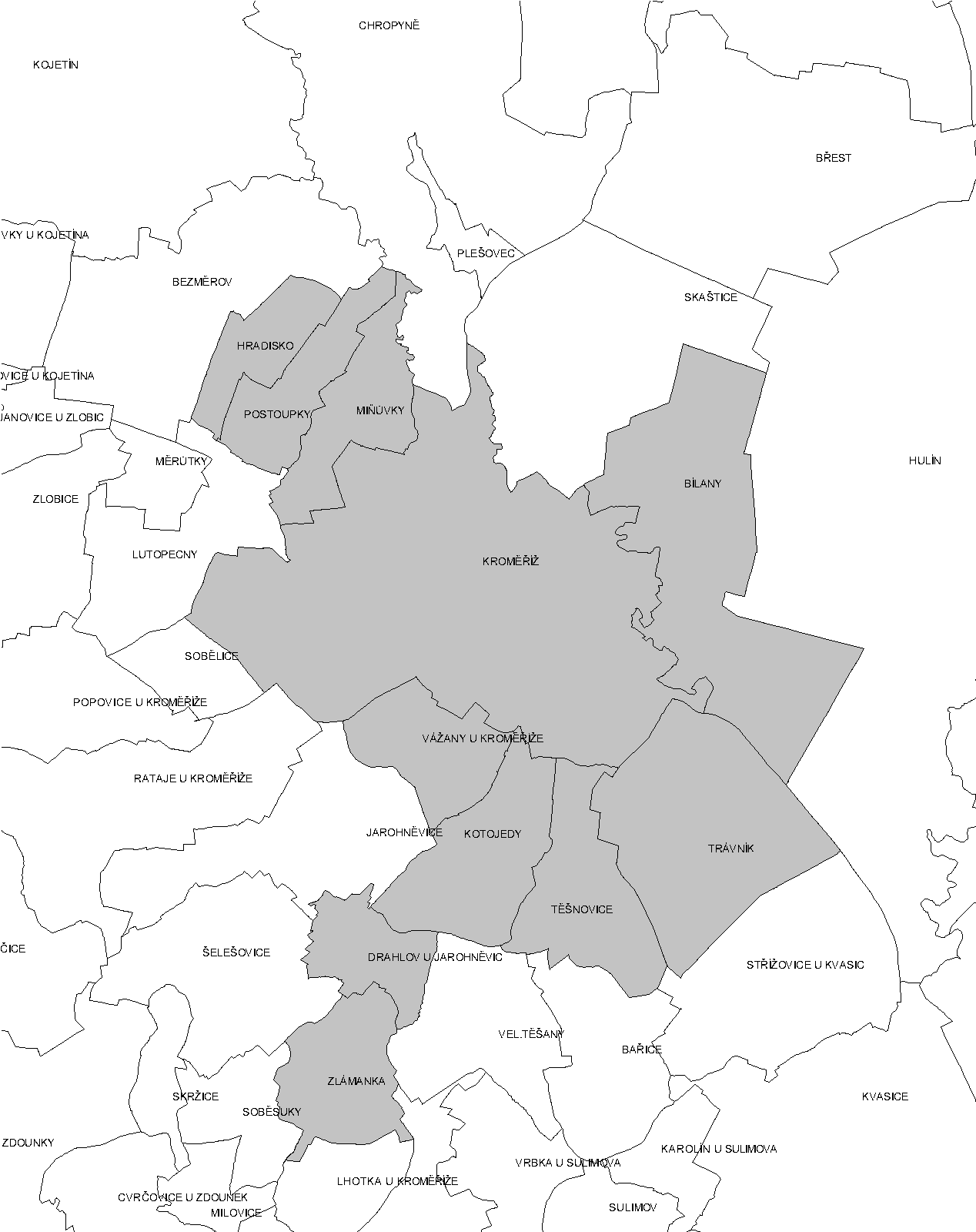
Katastrální území Kroměříže

Kroměříž se dělí na 10 částí na 11 katastrálních územích (údaje k roku 2011):
- Bílany – k. ú. Bílany (připojeny 1976; 107 domů, 306 obyvatel)
- Drahlov – k. ú. Drahlov u Jarohněvic (připojeny 1986; 53 domů, 139 obyvatel)
- Hradisko – k. ú. Hradisko (připojeny 1986; 89 domů, 223 obyvatel)
- Kotojedy – k. ú. Kotojedy (připojeny 1960; 79 domů, 212 obyvatel)
- Kroměříž – k. ú. Kroměříž (3 812 domů, 25 472 obyvatel)
- Postoupky – k. ú. Miňůvky a Postoupky (připojeny 1986; 219 domů, 573 obyvatel)
- Těšnovice – k. ú. Těšnovice (připojeny 1986; 147 domů, 401 obyvatel)
- Trávník – k. ú. Trávník (připojeny 1986; 177 domů, 492 obyvatel)
- Vážany – k. ú. Vážany u Kroměříže (připojeny 1960; 326 domů, 1 177 obyvatel)
- Zlámanka – k. ú. Zlámanka (připojeny 1986; 69 domů, 159 obyvatel)

V letech 1986–1990 byly součástí města také obce Jarohněvice a Skaštice, v letech 1986–2000 i Šelešovice.

## Správní území
Kroměříž byla dříve okresním městem, v současnosti je obcí s rozšířenou působností a pověřeným obecním úřadem. Okres Kroměříž ale stále existuje a skládá se ze 79 obcí, správní obvod obce s rozšířenou působností z 46 obcí. Sousedními obcemi sídla jsou Bařice-Velké Těšany, Lubná, Rataje, Lutopecny, Jarohněvice, Hulín, Kostelany, Chropyně, Skaštice, Střížovice, Soběsuky, Šelešovice a Bezměrov.

## Osobnosti
- Lutold z Kroměříže († po roce 1329), slezský duchovní a zvolený, ale nepotvrzený biskup vratislavský
- Jan Milíč z Kroměříže (mezi 1320 a 1325–1374), kazatel (narozen pravděpodobně v Kroměříži nebo v Tečovicích)
- Bartoloměj Paprocký z Hlohol a Paprocké Vůle (1540/1543–1614), polský a český historik, heraldik a genealog
- Mathias Berndt (1575? – 1640), slezský františkán náležící do české františkánské provincie sv. Václava
- Mikuláš František Faber (?–1673), český duchovní a hudební skladatel, zemřel v Kroměříži
- Pavel Josef Vejvanovský (1639/1640–1693), barokní hudební skladatel
- Heinrich Ignaz Franz Biber (1644–1704), česko-rakouský barokní hudební skladatel německé národnosti
- Jan Cantius Solik (?–1739), františkán, cestovatel a autor průvodce pro poutníky do Svaté země
- Adolf Jiří Groll (1682–1743), generální představený piaristů v Římě, biskup v Győru
- Jakub Josef Římař (1682–1755), františkánský misionář, cestovatel, znalec Egypta
- Edmund Pascha (1714–1772), kazatel, varhaník a hudební skladatel
- Gandolf Blaník (před rokem 1715–1779), kazatel, kvardián kroměřížských františkánů, zemřel v Kroměříži
- Karel Josef Adolf (1715–1771), český malíř, restaurátor a komorník ve službách olomouckých biskupů, zemřel v Kroměříži
- Jan Václav Prchal (1744–1811), barokní sochař, narozen v Kroměříži
- Václav Jan Frierenberger (1759–1823), generál z období napoleonských válek, zemřel v Kroměříži
- Antonín Hirnle (1759–1824), římskokatolický duchovní, arcibiskupský kancléř v Praze, syn sochaře Františka Hirnleho
- Tomáš Josef Povondra (1786–1832), piarista, katolický kněz, narozen v Kroměříži
- Alois Wehrle (1791–1835), profesor chemie, hutnictví, metalurgie a mineralogie, narozen v Kroměříži
- Ferdinand Laurencin (1819–1890), hudební skladatel a kritik publikující pod pseudonymem Philokales, narozen v Kroměříži
- Ferdinand Urbánek (1821–1887), cukrovarnický podnikatel, politik a organizátor kulturního života, narozen v Kroměříži
- Karel Leopold Klaudy (1822–1894), pedagog, politik, starosta Prahy a advokát
- Emanuel Baumgarten (1828–1908), spisovatel, novinář, básník, politik, narozen v Kroměříži
- Vilibald Mildschuh (1834–1896), právník a komunální politik, poslanec zemského sněmu
- Ferdinand Stolička (narozen v myslivně Zámeček u Kroměříže) (1838–1874), cestovatel, geolog, přírodovědec, první Čech v Himálaji
- Maximilián Mayer-Wallerstein-Ahrdorff (1845–1928), katolický kněz a básník, narozen v Kroměříži
- Antonín Hulka (1849–1910), notář, politik a poslanec Moravského zemského sněmu
- Jan Kratzl (1854–1925), lesní inženýr, geodet a politik
- Max Grünfeld (1856–1933), německy píšící židovský spisovatel a pedagog, narozen v Kroměříži
- František Norbert Drápalík (1861–1920), opat kanonie premonstrátů v Nové Říši
- Max Švabinský (1873–1962), malíř a rytec, narozen v Kroměříži v Jánské ulici
- Otakar Pinsker (1873–1935), novinář, redaktor a publicista
- Vilibald Mildschuh (1878–1939), národohospodář, statistik, profesor na české právnické fakultě UK, narozen v Kroměříži
- Max Spielmann (1881–1970), architekt
- Amálie Pouchlá (1881–1964), česká politička a feministka, první vykonavatelka úřadu náměstkyně starosty města v historii Československa
- Hermann Pokorny (1882–1960), kryptolog rakousko-uherské armády, narozen v Kroměříži
- Václav Talich (1883–1961), dirigent
- Richard Sicha (1883–1963), český spisovatel, bojovník za samostatnost Československého státu
- Rudolf Kroutil (1884–1964), divizní generál, důstojník Československých legií v Rusku, významný funkcionář kroměřížské kopané
- Arnold Flögl (1885–1950), český operní zpěvák, pedagog a herec, působící na Slovensku
- Jan Rypka (1886–1968), orientalista, překladatel z perštiny a turečtiny
- Třasoň, Eugen (1886–1950), dirigent, sbormistr pěveckého spolku Moravan a pedagog
- Robert Land (1887–1942), vlastním jménem Robert Liebmann, filmový režisér, narozen v Kroměříži, zpopularizoval slavné herečky Marlene Dietrich a Lilian Harvey
- Helena Mühlmanová (1889–1942), sestra Československého červeného kříže, odbojářka
- Sylvestr Harna (1890–1948), legionářský výtvarník, sochař a pedagog
- Josef Friedrich (1890–1968), český esperantista, železniční poradce v Košicích, člen výboru a prezident Československého esperantistického sdružení
- Rudolf Jílovský (1890–1954), kabaretiér, zpěvák, šansoniér, herec a redaktor
- Jaroslav Vyplel (1890–1969), učitel, básník a překladatel
- Antonín Moudrý (1892–1948), architekt
- Milena Ivšínová (1893–1959), spisovatelka
- Alois Hložek (1893–1961), český a československý voják a politik
- Augustin Krist (1894–1964), československý mezinárodní fotbalový rozhodčí
- Ludvík Svoboda (1895–1979), generál a prezident ČSSR, žil v domě v ulici Generála Svobody
- Ludvík Nábělek (1896–1982), lékař a protifašistický bojovník
- Marie Glabazňová (1896–1980), spisovatelka, učitelka a katolická básnířka
- Hynek Baťa (1898–1968), český koželuh a ředitel Baťových závodů
- Bedřich Spáčil (1898–1974), profesor finančního práva
- Jindřich Spáčil (1899–1978), učitel, spisovatel a amatérský archeolog
- Martin Miller (1899–1969), britský filmový herec židovského původu, narozen v Kroměříži
- Eduard Žáček (1899–1973), funkcionalistický architekt
- Karel Minář (1901–1973), malíř, grafik, ilustrátor, sochař a profesor AVU v Praze
- Josef Silný (1902–1981), fotbalista, narozen v Kroměříži
- Jaromír Berák (1902–1964), právník, politik Československé strany lidové, narozen v Kroměříži
- Josef Jedlička (1904–1993), český houslista, profesor hry na housle na konzervatoři v Brně
- Olga Barényi (1905–1978), spisovatelka, píšící do roku 1945 česky a poté v rakouském a německém exilu německy
- Antonín Gazdoš (1905–1989), pedagog, malíř a výtvarník
- Jaromír Tomeček (1906–1997), spisovatel děl s převážně přírodní tematikou
- Oldřich Králík (1907–1975), literární historik, textolog, kritik, editor a pedagog
- František Kožík (1909–1997), spisovatel, autor vzpomínkové knihy Moje Kroměříž (1995), která popisuje jeho dětství, které v letech 1913–1925 v Kroměříži strávil
- Miloslav Veselský (1910–1913), český politik, poslanec Moravského zemského sněmu a v letech 1910 – 1913 starosta Kroměříže
- Alexej Čepička (1910–1990), komunistický politik, jeden z architektů projektu likvidace katolické církve v Československu
- Otmar Riedl (1914–1994), voják, příslušník československé zahraniční armády a příslušník výsadku Benjamin
- Walter Staffa (1917–2011), německý lékař a sudetoněmecký funkcionář
- René Zahradník (1920–1994), politik Komunistické strany Československa a poslanec Sněmovny národů Federálního shromáždění za normalizace
- Erich Hubala (1920–1994), historik, profesor dějin umění na univerzitě ve Würzburgu, narozen v Kroměříži
- Eduard Šabatka (1921–2007), fotbalista a lední hokejista
- Alois Poledňák (1922–1984), komunistický politik, ředitel Československého státního filmu v šedesátých letech
- Jaroslav Koutecký (1922–2005), profesor, fyzikální chemik
- Zora Rozsypalová (1922–2010), česká divadelní a filmová herečka
- Jaroslav Pinkava (1922–1999), historik a spisovatel
- Karel Prager[42][43] (1923–2001), architekt (Nová scéna ND, Federální shromáždění aj.), narozen v Kroměříži
- Igor Němec (1924–2005), bohemista a slavista, narozen v Kroměříži
- Miloš Macourek (1926–2002), básník, dramatik, autor pohádkových próz a filmový scenárista, narozen v Kroměříži
- Jaroslav Frydrych (1928–1982), akademický malíř, narozen v Kroměříži
- Josef Karlík (1928–2009), herec
- Josef Veselý (1929–2010), český katolický kněz, básník, novinář, spisovatel a politický vězeň komunistického režimu
- Jaroslav Válek (1932–1982), redaktor, herec, humorista a komik známý jako „Smutný muž“
- Miloš Smetana (1932–2009), scenárista a dramaturg, narozen v Kroměříži
- Stanislav Kratochvíl (1932–2024), klinický psycholog, psychoterapeut, autor několika knih, vedoucí oddělení klinické psychologie Psychiatrické léčebny v Kroměříži, v česko-slovenském prostředí zakladatel klasické hypnoterapie, sexuální terapie, spoluzakladatel manželské terapie a psychoterapie neuróz
- Bořivoj Navrátil (1933–2011), herec, narozen v Kroměříži
- Jaroslav Bořuta (1934–1998), český hokejový útočník
- Ivan Dřímal (1936–2016), moravský politik, narozen v Kroměříži
- Arne Linka (1938–1999), profesor, skladatel, hudební vědec a teoretik
- Jana Andresíková (1941–2020), herečka narozená v Kroměříži
- Zdenka Švarcová (* 1942), česká japanoložka, vysokoškolská pedagožka a překladatelka z japonštiny
- Milan Pitlach (1943–2021), český architekt a fotograf žijící v Německu
- Věra Vlčková (1944–1989), divadelní a filmová česká herečka
- Karel Kryl (1944–1994), zpěvák, písničkář, básník a grafik, narozen v Kroměříži
- Boris Krajný (* 1944), klavírista, narozen v Kroměříži
- Jiří Vrána (1947–2006), český hudebník a hudební skladatel
- Radomír Malý (* 1947), historik, novinář, politik a vysokoškolský pedagog, narozen v Kroměříži
- Karel Mišurec (* 1949), český divadelní herec
- Stanislav Hubík (* 1949), český filosof komunikace, sociolog a marxistický teoretik, vysokoškolský pedagog
- Jiří Malenovský (* 1950), český právník, univerzitní profesor a soudce
- Petr Uličný (* 1950), fotbalista a později fotbalový trenér, narozen v Kroměříži
- Karel Čermák (1951–2013), český plavec a zakladatel TJ PS Kroměříž
- Zdeněk Junák (* 1951), herec, narozen v Kroměříži
- Antonín Procházka (* 1953), herec, dramatik, scenárista a divadelní režisér, narozen v Kroměříži
- Pavel Svoboda, (* 1953) český politik
- Jiří Růžička (* 1953), jazzový klavírista
- Miloš Černoušek (* 1954), herec známý pod uměleckým pseudonymem Cyril Drozda
- Stanislav Hložek (* 1954), popový zpěvák, narozen v Kroměříži
- Miloš Malý (* 1954), český politik, narozen v Kroměříži
- Naděžda Rozehnalová (* 1955), právnička a vysokoškolská učitelka, narozena v Kroměříži
- Mirek Sova (* 1956), kytarista, narozen v Kroměříži
- Michal Peprník (* 1960), amerikanista a profesor americké literatury
- Zdenek Plachý (1961–2018), český hudební skladatel a divadelní a televizní režisér
- Radek Bajgar (* 1962), český publicista, producent, scenárista a režisér, původním povoláním lékař
- Michaela Šojdrová (* 1963), česká politička
- Antonín Tesař (*1963), český fotograf
- Pavel Štercl (* 1966), český a československý vodní slalomář a kanoista
- Petr Štercl (* 1966), český a československý vodní slalomář a kanoista
- Jiří Pokorný (* 1967), český divadelní režisér a dramatik
- Olga Sehnalová (* 1968), lékařka a sociálně-demokratická politička
- Pavel Hapal (* 1969), fotbalista, narozen v Kroměříži
- Pavel Novotný (* 1973), fotbalista, narozen v Kroměříži
- Michal Malacka (* 1973), český právník a vysokoškolský učitel
- Radek Vondráček (* 1973), český politik
- Markéta Pilátová (* 1973), česká spisovatelka, hispanistka a novinářka
- Ondřej Císař (* 1974), český sociolog a politolog
- Paula Wild (* 1974), bývalá česká modelka a pornoherečka
- Tomáš Netopil (* 1975), houslista a dirigent, narozen v Kroměříži
- Renata Berková (* 1975), česká triatlonistka, olympionička
- Patrik Vrbovský aka Rytmus (* 1977), zpěvák-rapper, narozen v Kroměříži
- Andrea Tögel Kalivodová (* 1977), česká operní pěvkyně-mezzosopranistka
- Bohumil Kartous (* 1977), český politický aktivista, vysokoškolský pedagog a publicista
- Jakub Uličník (* 1982), divadelní herec a člen skupiny All X, narozen v Kroměříži
- Kazma Kazmitch (* 1985), internetový bavič
- Zdeněk Klesnil (* 1986), bývalý český fotbalový útočník
- Václav Ondřejka (* 1988), český fotbalový útočník
- Barbora Silná (* 1989), rakouská krasobruslařka, narozená v Kroměříži
- Ondřej Soldán (* 1991), český muzikant a básník
- Gabriela Gunčíková (* 1993), zpěvačka narozena v Kroměříži
- Stanislav Vávra (* 1993), český fotbalový útočník
- David Klammert (* 1994), český zápasník–judista
- Štěpán Gajdoš (* 1997), český režisér, scenárista a herec
- Jan Špaček (* 1999), český satirický youtuber a komik
- Petr "Peca" Potměšil (* 1999), český youtuber

## Studenti a učitelé

### Studenti
- Čeněk Slepánek (1878–1944), spisovatel, kandidát Nobelovy mírové ceny r. 1929[44]
- Karel Dostál-Lutinov, básník, vůdčí osobnost Katolické moderny
- Beda Dudík, moravský historiograf
- Josef Filipec, lexikolog
- František Lepař, filolog, autor Homérského a Nehomérského slovníku řecko-českého
- František Nábělek, astronom, sestavil a vydal mapu Severního hvězdného nebe
- František Nábělek (botanik), botanik
- Matěj Pavlík (sv. Gorazd II.) – pravoslavný biskup popravený nacisty
- Ctibor Tovačovský z Cimburka, nejvyšší moravský hejtman, právník, autor Knihy tovačovské
- Štěpán kardinál Trochta, biskup litoměřický
- Jan Ohéral (1810–1868), spisovatel a novinář
- Aloys Skoumal, překladatel (mj. Joyceův Odysseus, Carrollova Alenka v říši divů, R. Kipling)
- Ludvík Svoboda (filosof) (1903–1977), profesor, marxistický filosof, hlavní redaktor Encyklopedie antiky
- František Sušil, kněz, sběratel lidové slovesnosti
- Ernst Mach, teoretický fyzik, filozof
- Ota Kříž, strojník, polárník a cestovatel
- Jan Šrámek, kněz, předseda strany lidové, předseda vlády
- Oldřich Uličný, profesor, bohemista, překladatel
- Felix Slováček, klarinetista a saxofonista[45]

### Učitelé
- Bernard Bartlicius (1646–1716), piaristický historik a provinciál
- Gelasius Dobner (1719–1790), piarista, historik, latinsky vydal opravenou verzi Hájkovy Kroniky české
- František Adolf Moravec (1734–1814), historik a profesor kroměřížského piaristického gymnázia, v Kroměříži je po něm pojmenována ulice v centru města
- Josef Zahradníček (1881–1968), český pedagog a fyzik
- Josef Vašica (1884–1968), profesor, kněz, filolog a literární vědec
- Alois Šebela (1880–1942), římskokatolický kněz, středoškolský pedagog, čestný kanovník, vikář, ředitel vinařského družstva Unitas a vlastenec

## Cihelna

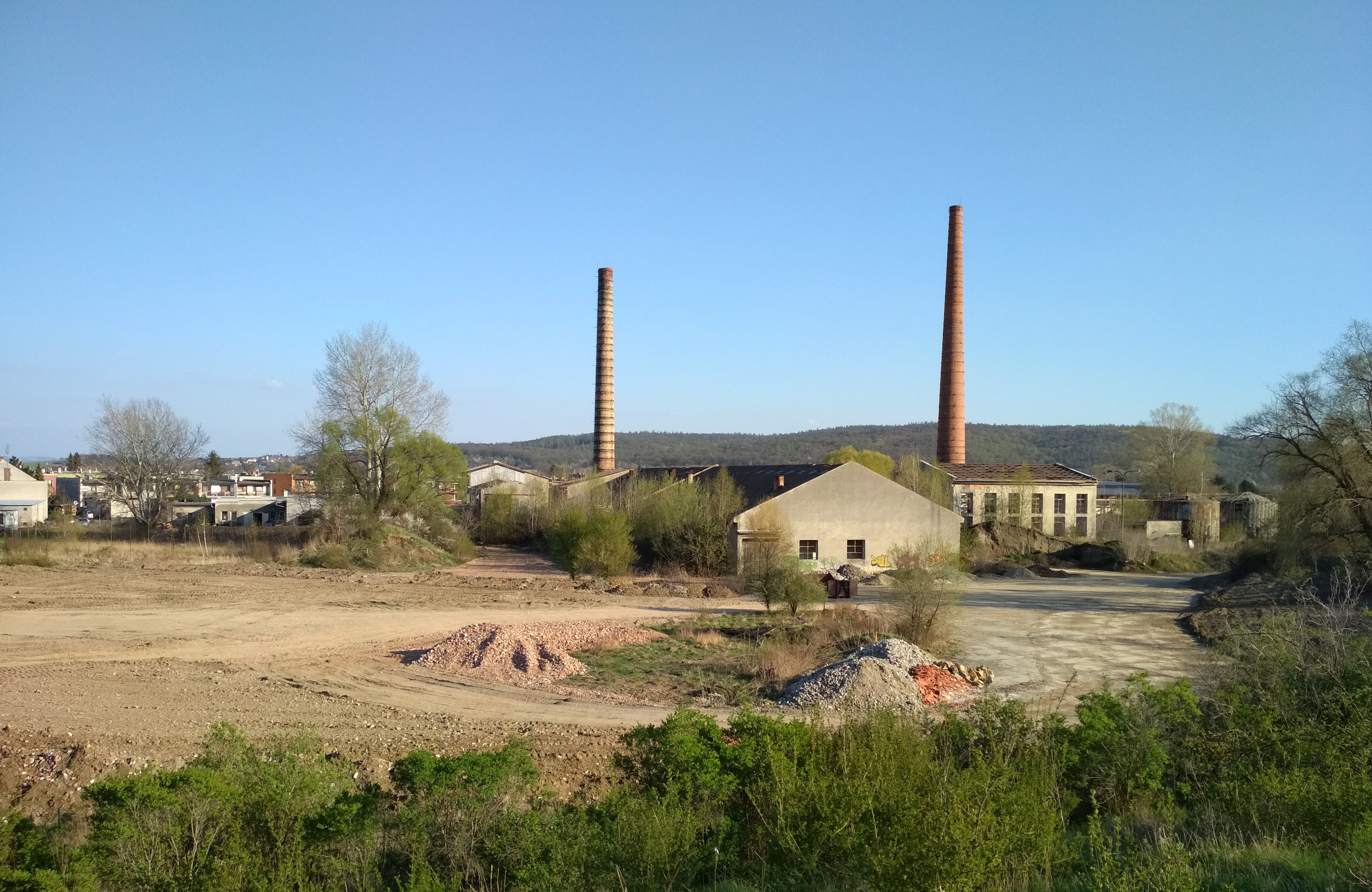
Prostor bývalé cihelny ve Vážanech v roce 2020

V obci bývala cihelna, v níž byla těžba ukončena v roce 1996. Později se cihelna stala zdrojem kontroverze a protestů obyvatel z důvodu možného zavážení (rekultivaci) místa teplárenským popílkem Otosanem.

## Lázně
Kromě zaniklých lázní a nevěstince ve Ztracené ulici se další lázně nacházely také v Lázeňské ulici (od 17. století). Dalšími lázněmi byly (přinejmenším ještě kolem roku 1900) železité lázně v části Hráza, které nabízely „massáže a užívání elektrických koupelí“. Dále fungovaly v původně dřevěné, dnes dřevem obložené budově tzv. Solaria sluneční lázně, postavené roku 1920.

## Partnerská města
- Châteaudun, Francie
- Kremže, Rakousko
- Nitra, Slovensko
- Piekary Śląskie, Polsko
- Râmnicu Vâlcea, Rumunsko
- Ružomberok, Slovensko

## Galerie

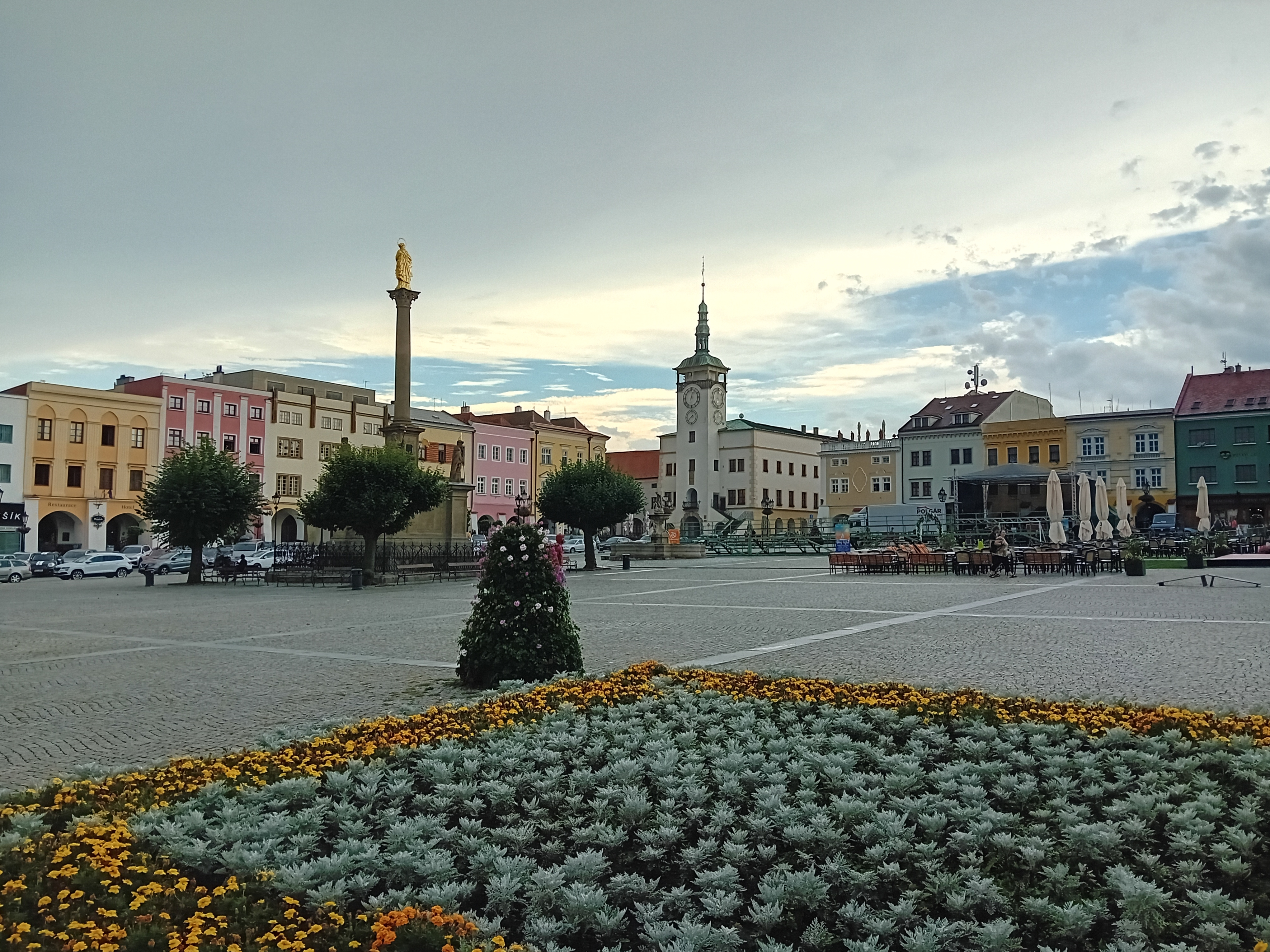
Velké náměstí
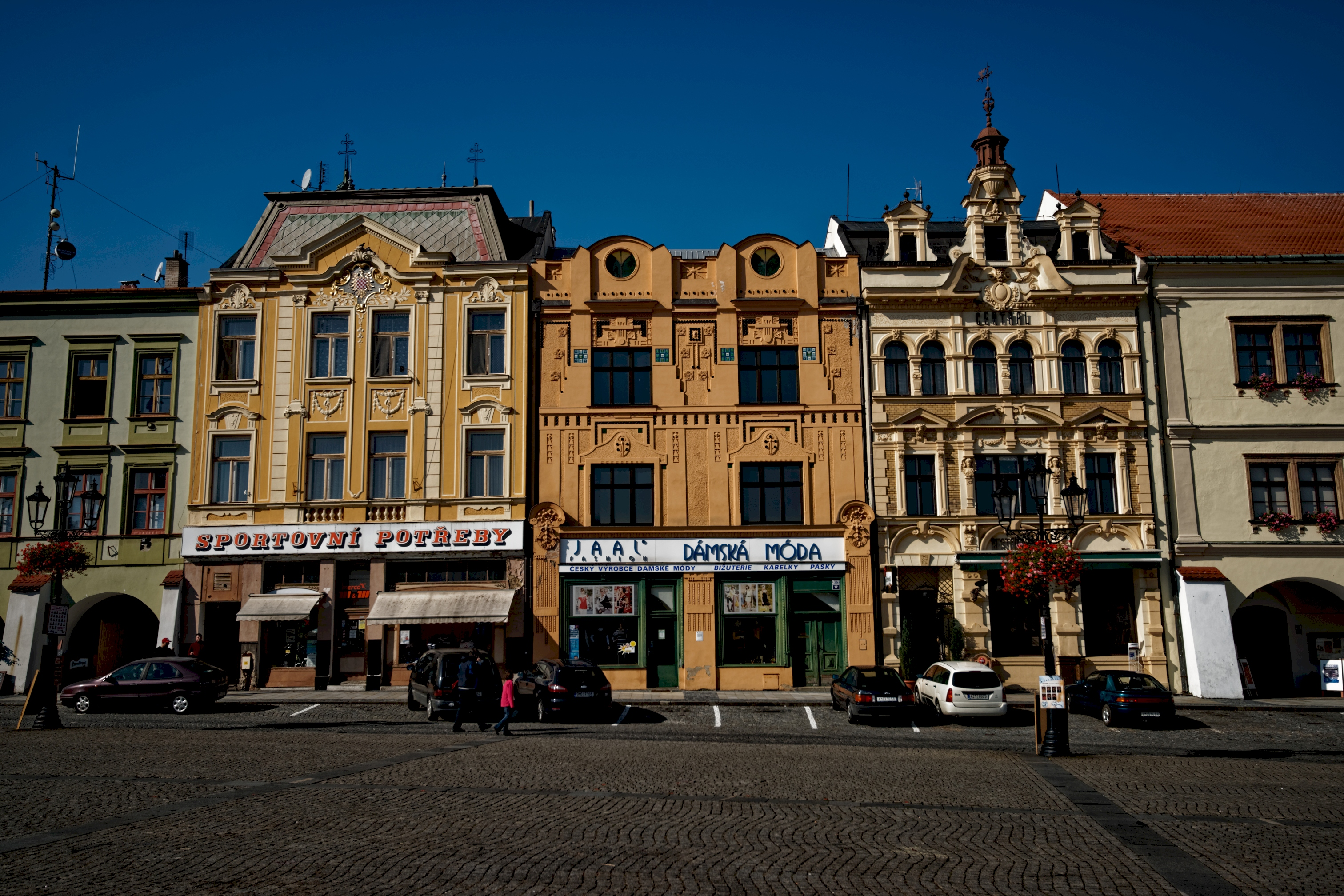
Domy na Velkém náměstí ve stylu secese a historismu
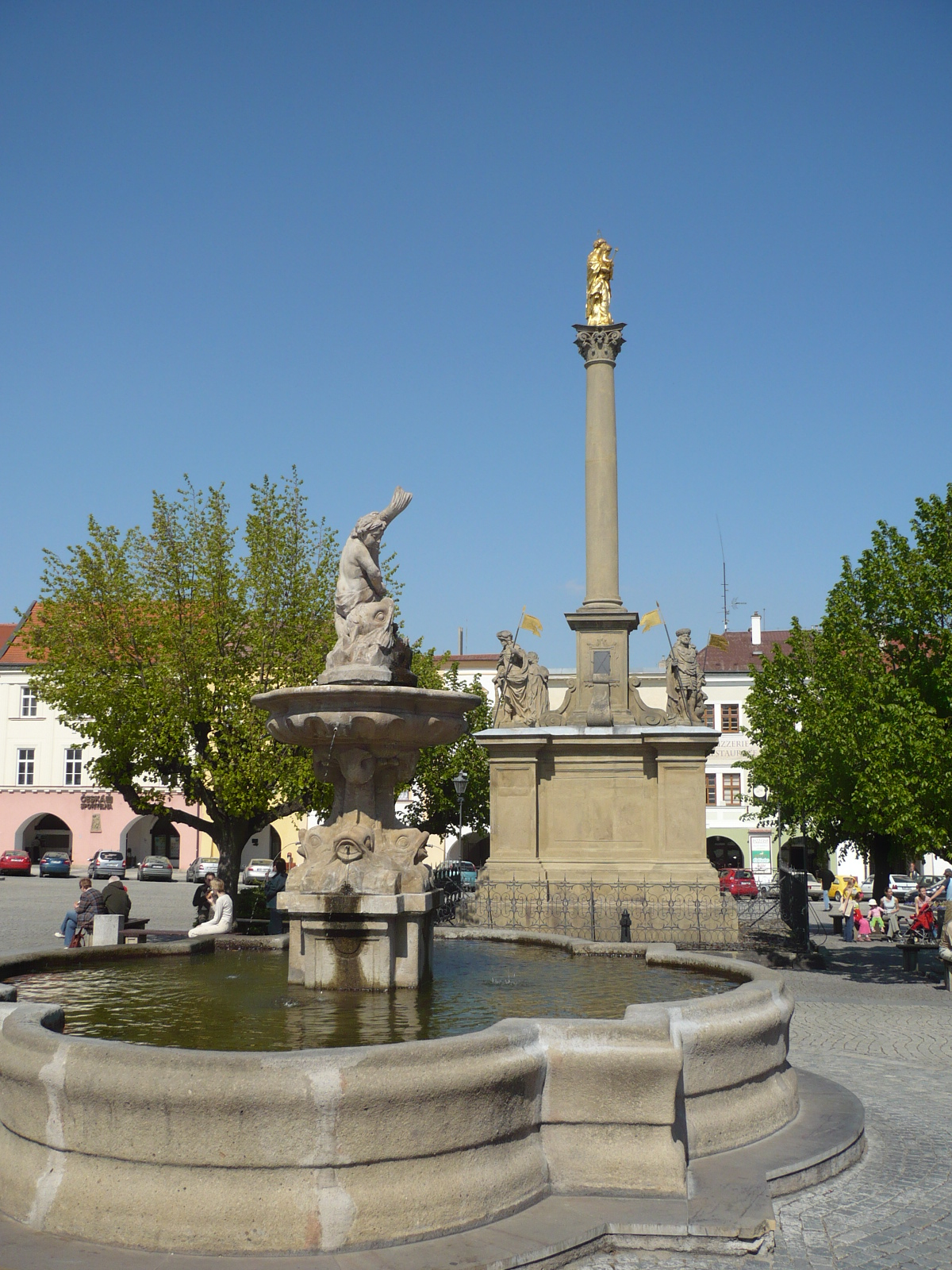
Mariánský sloup s fontánou
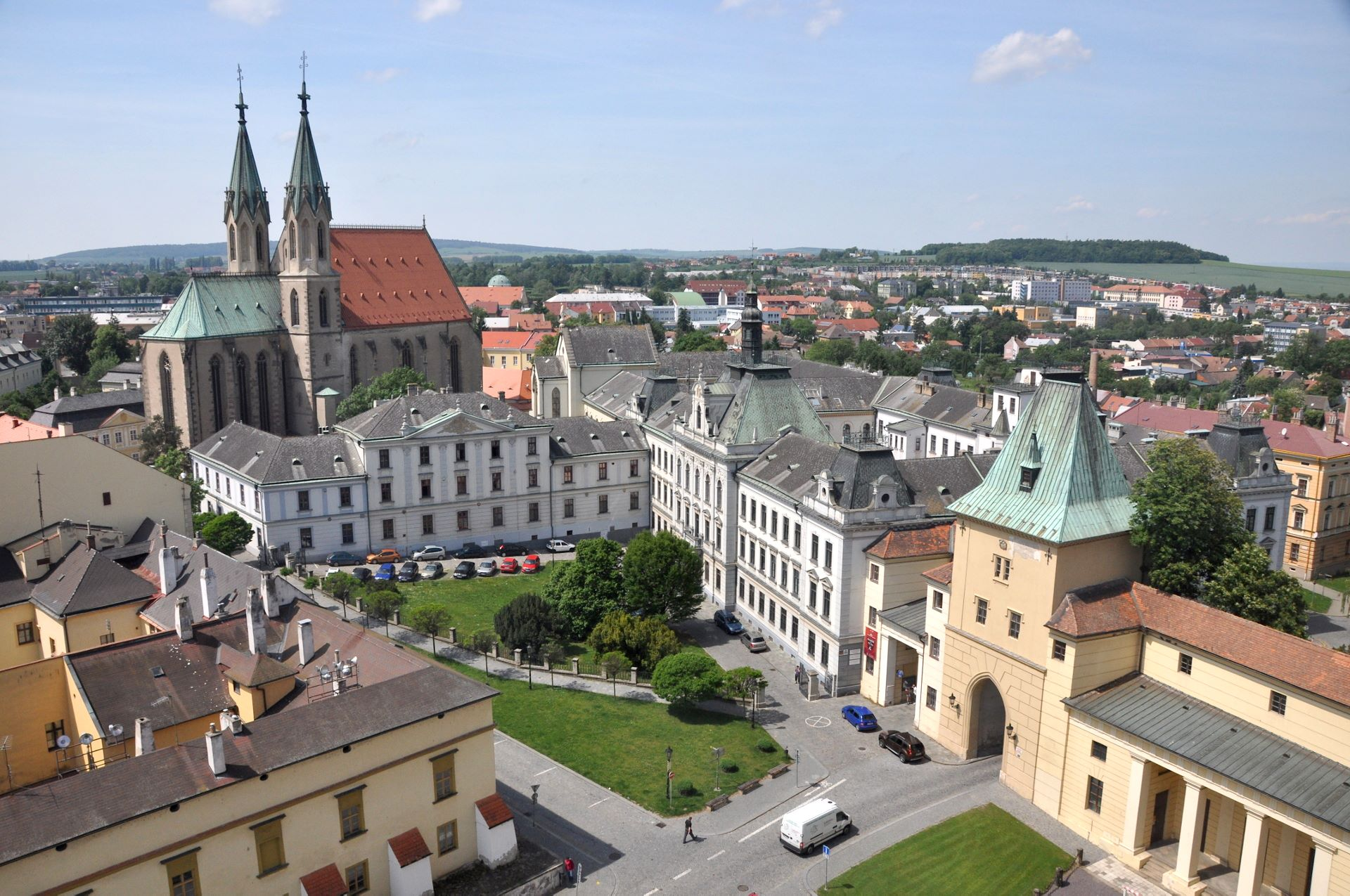
Pohled ze zámecké věže na Chrám sv. Mořice, Arcibiskupské gymnázium a Mlýnskou bránu
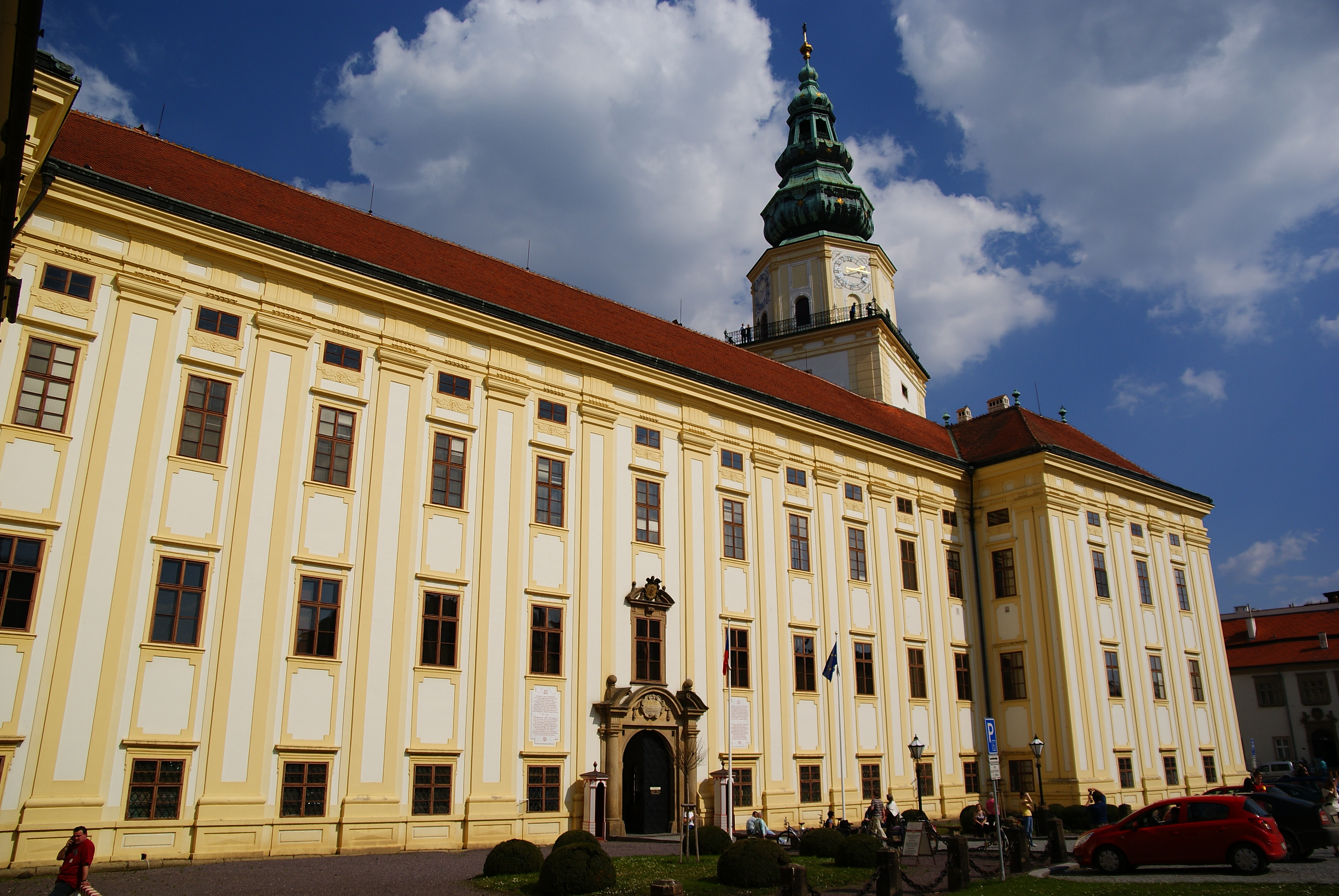
Pohled na zámek ze Sněmovního náměstí
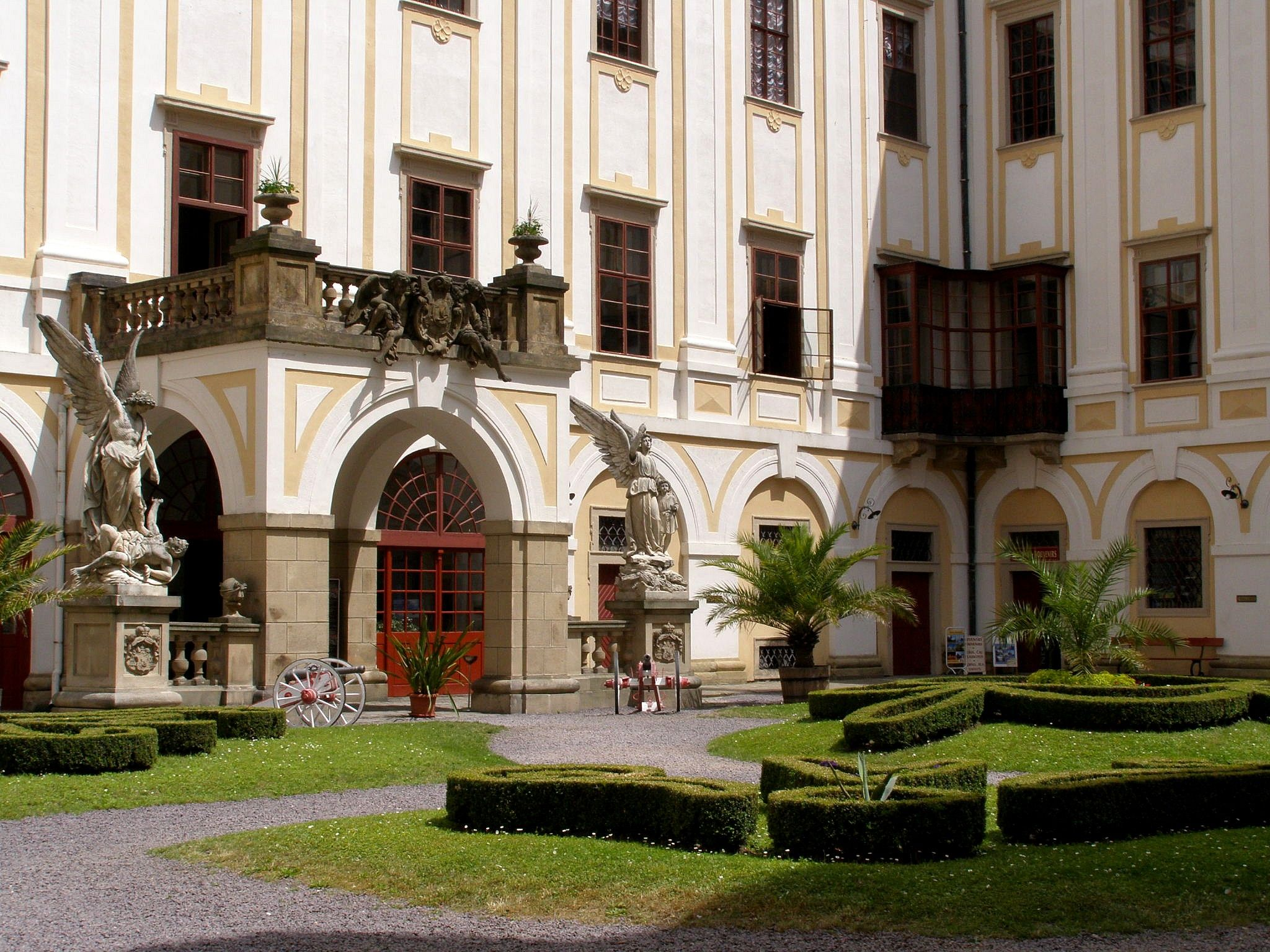
Nádvoří zámku
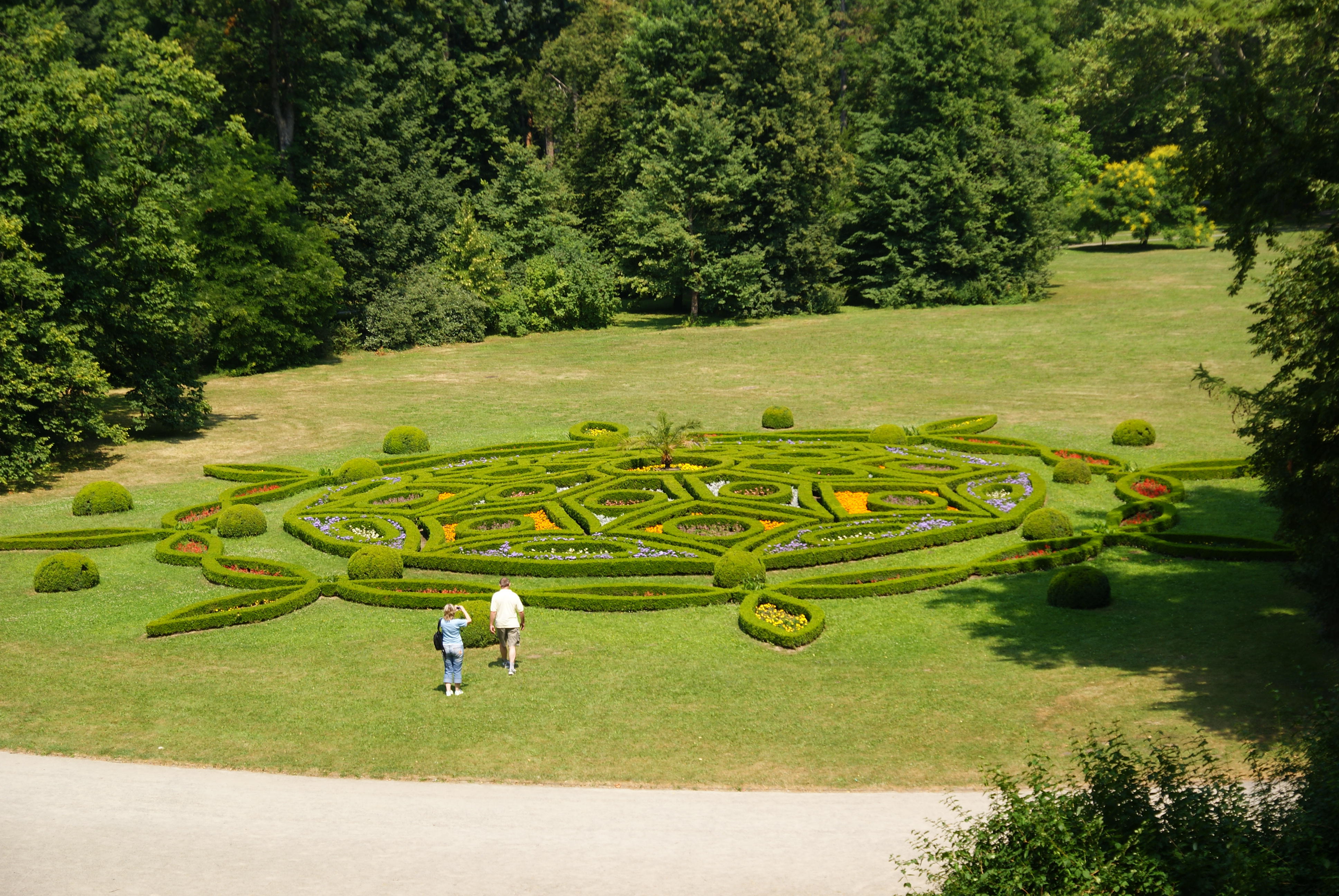
Podzámecká zahrada
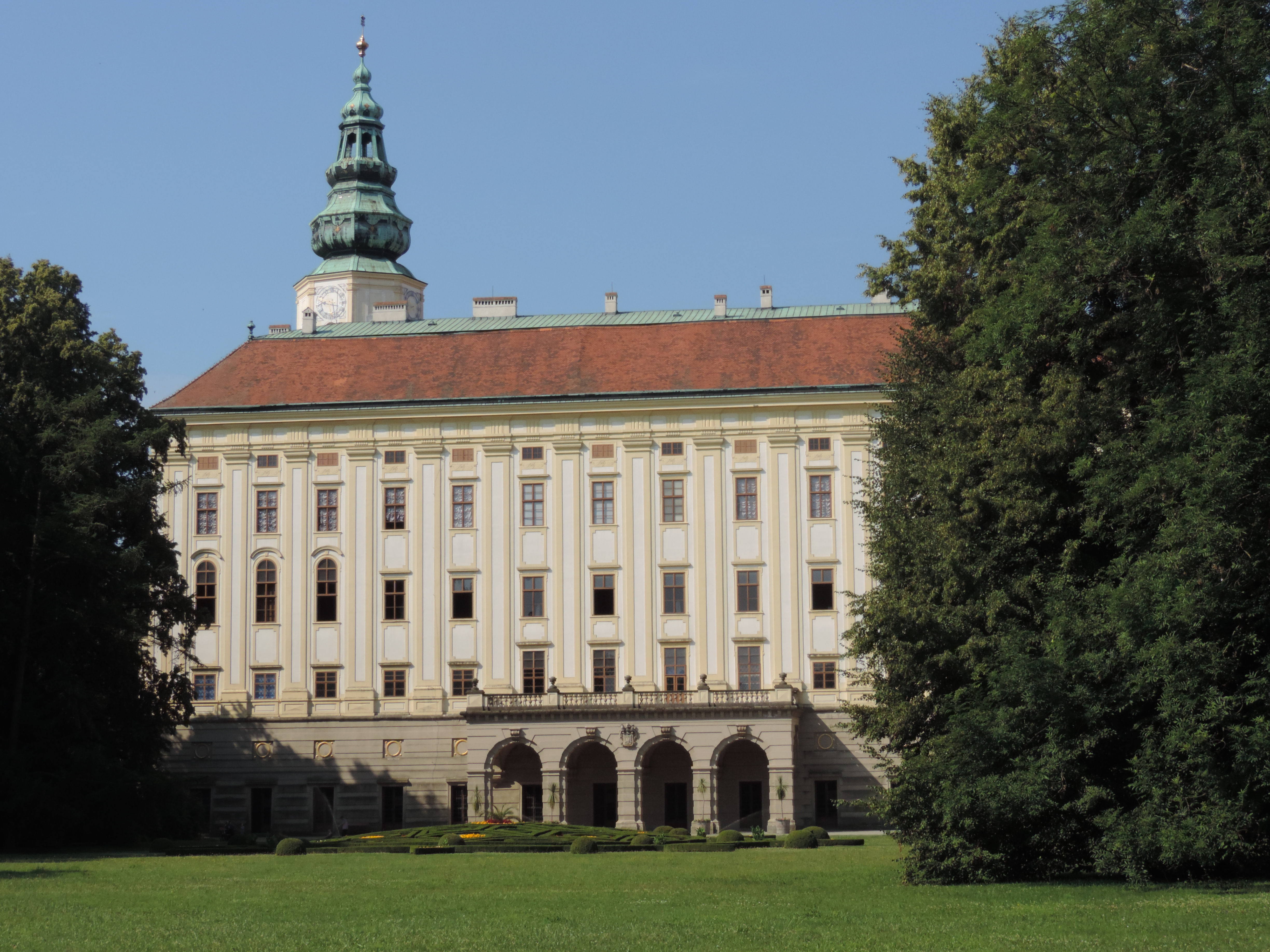
Pohled na zámek z Podzámecké zahrady
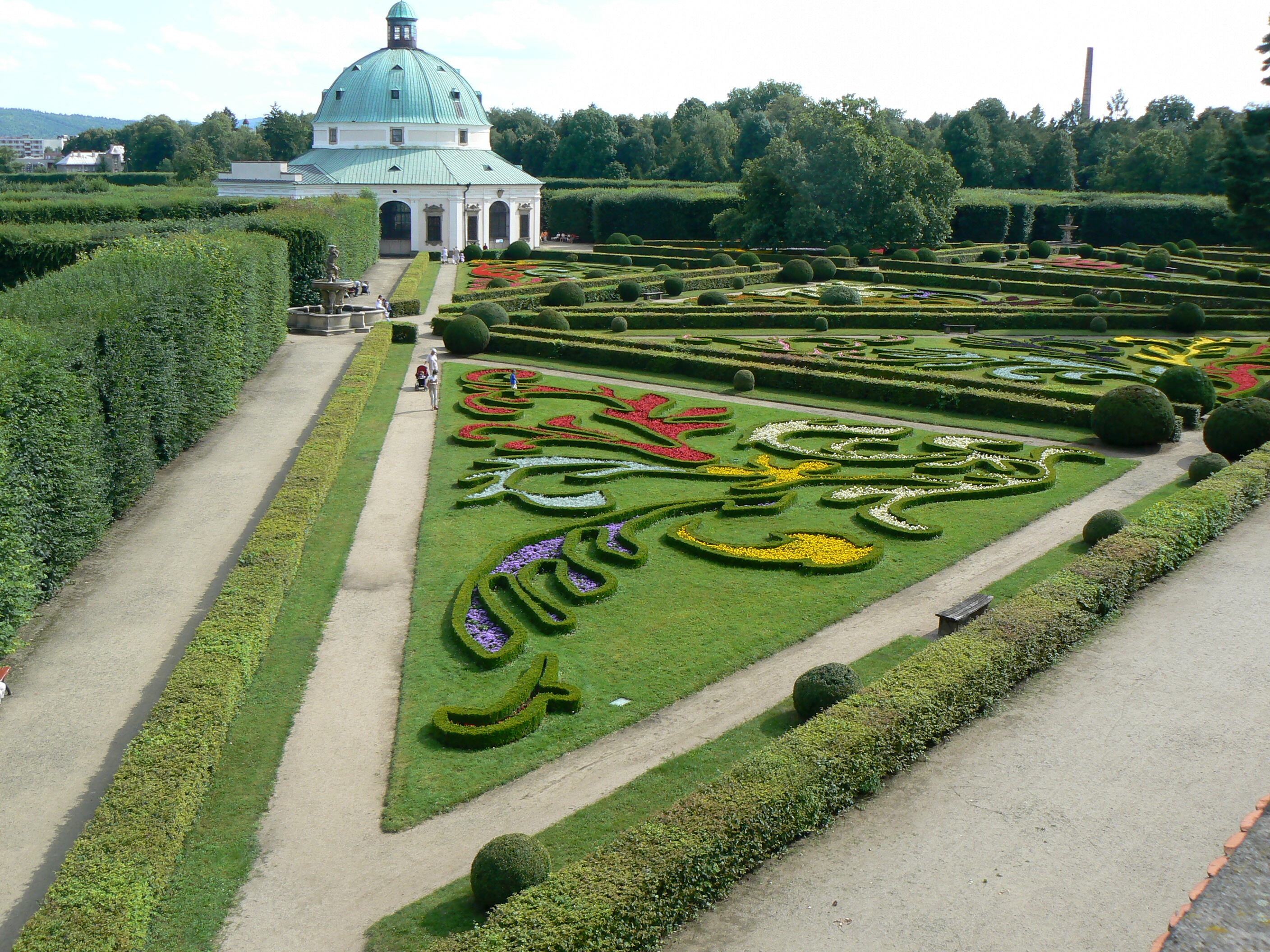
Květná zahrada s Rotundou
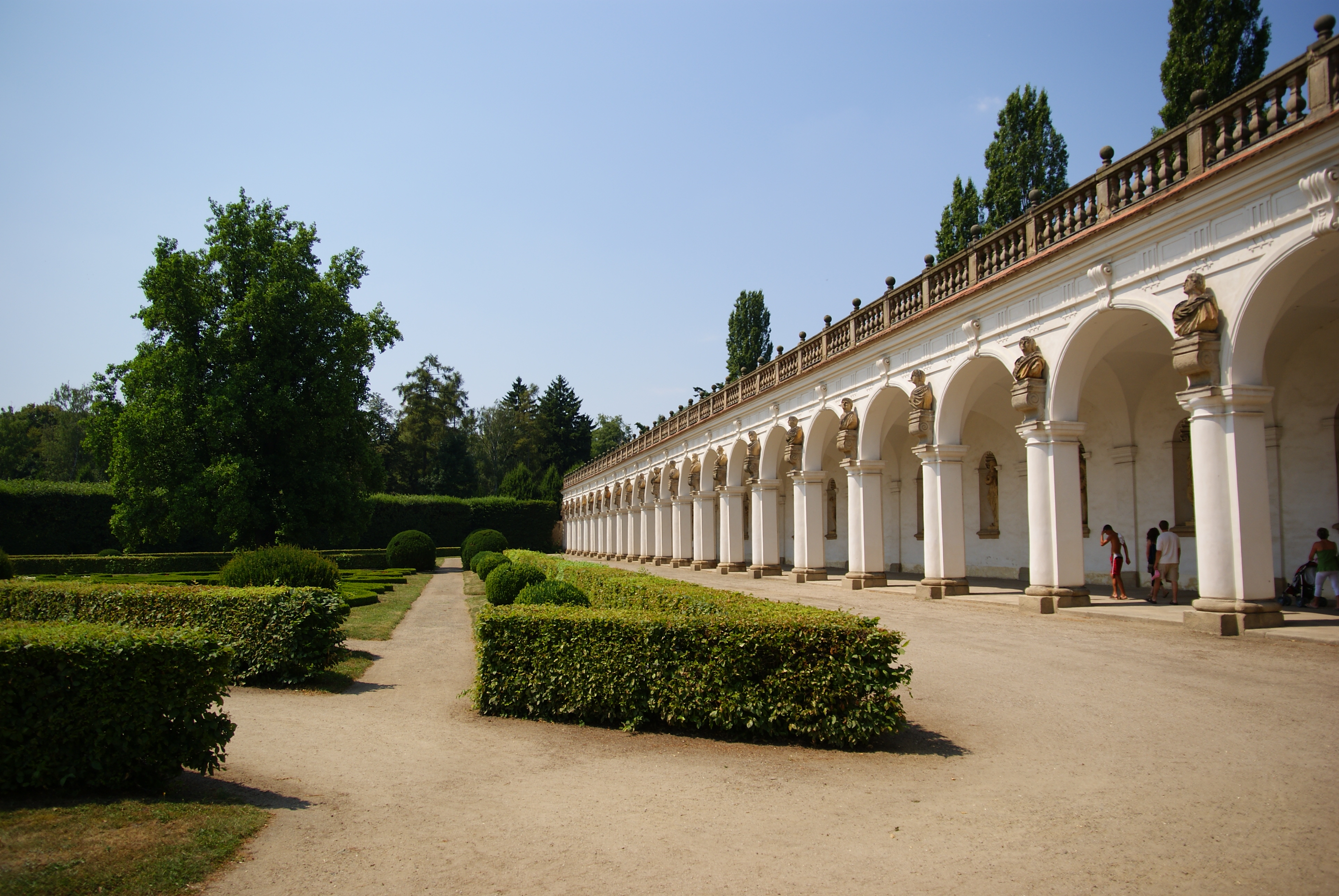
Kolonáda v Květné zahradě
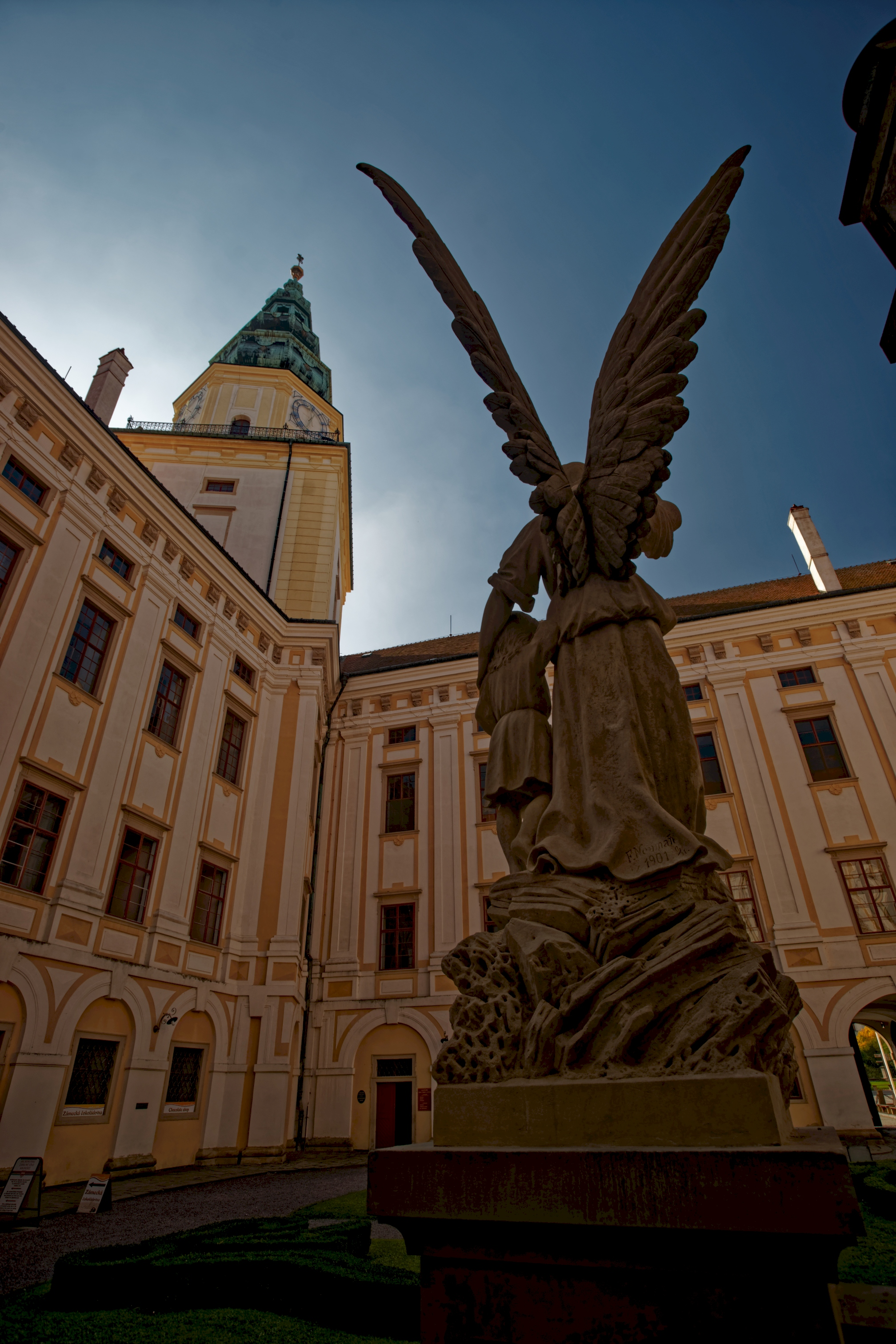
Nádvoří zámku
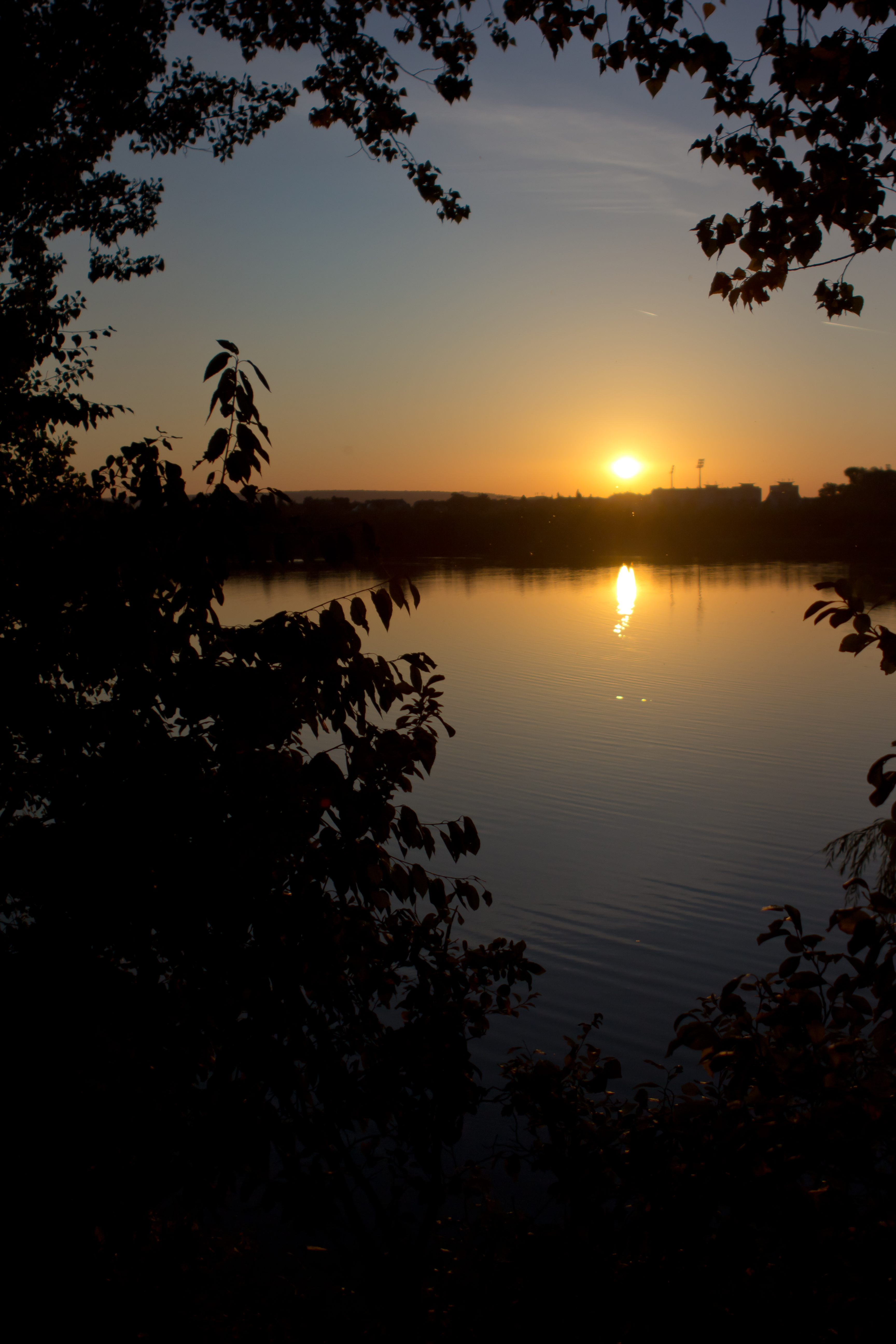
Hrubý rybník – Bágrák